# Histoire du mouvement pacifiste allemand jusqu'en 1945
Vous lisez un « article de qualité » labellisé en 2010.

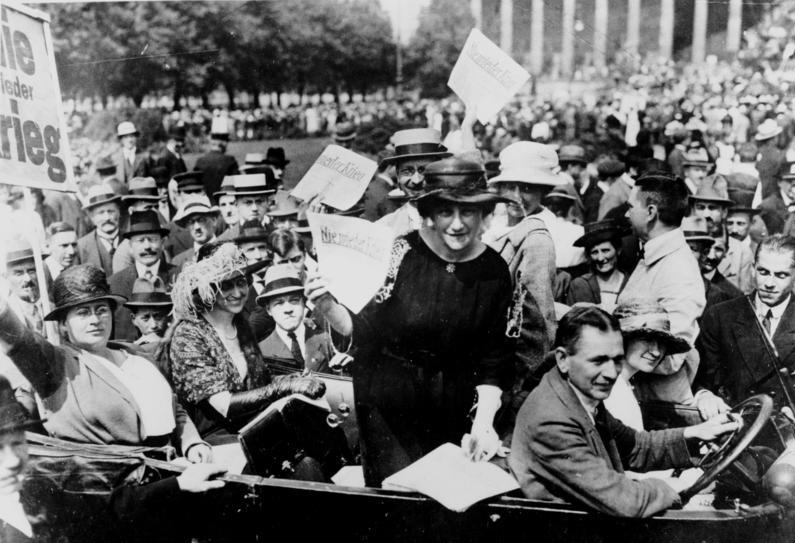
Manifestation pacifiste dans le Lustgarten de Berlin en 1921

Le pacifisme naît en Allemagne au XIXe siècle à une époque où la guerre commence à être condamnée moralement. Influencé par des idées religieuses venant des États-Unis, il ne parvient à s'implanter qu'à la fin du siècle avec la diffusion de l'œuvre d'Hodgson Pratt et naît véritablement en 1892 avec la création de la Deutsche Friedensgesellschaft par les deux futurs prix Nobel de la paix Bertha von Suttner et Alfred Hermann Fried. Le mouvement a toutefois beaucoup de difficultés à s'imposer dans la société allemande en raison de la militarisation de celle-ci et de son profond désintérêt vis-à-vis des idées pacifistes mais aussi du fait de la confusion régnant au sein du mouvement pacifiste qui ne parvient pas à se fonder comme un mouvement unitaire.
Sur la scène internationale, le pacifisme allemand reste longtemps isolé et les relations franco-allemandes, profondément détériorées depuis la guerre franco-allemande de 1870, ont durablement empêché le pacifisme de progresser. Après avoir adopté une attitude de blocage lors des deux conférences de La Haye de 1899 et de 1907, le mouvement pacifiste allemand connaît un certain succès avec l'organisation des conférences interparlementaires de Bâle et de Berne, dont l'œuvre est cependant mise à mal par le déclenchement de la Première Guerre mondiale. À l'image de la division qui règne au sein du mouvement, les réactions des pacifistes allemands par rapport à la guerre sont très diverses. Le conflit permet de lever les positions ambiguës de certains et au sortir d'une guerre qui a paralysé le pacifisme international, c'est à un mouvement de plus en plus politisé auquel on a affaire. Deux ailes se font face, l'une modérée plaidant pour un statu quo et l'autre radicale, pour une démocratisation de l'Allemagne.
En 1918, les pacifistes allemands, pour la plupart profondément déçus par l'attitude et les vexations des Alliés (comme celle que représente le Traité de Versailles), doivent se confronter à la question de la culpabilité allemande. Certains, à l'image de Foerster, font leur mea culpa, tandis que les autres refusent de se considérer coupables, plaidant davantage pour une responsabilité partagée par tous. L'Allemagne doit retrouver le rang politique et diplomatique qu'elle a perdu et doit rompre son isolement sur le plan européen. La révision du traité devient primordiale et l'un des moyens de l'atteindre est l'intégration au sein de la Société des Nations. Une fois ce but atteint, le mouvement pacifiste sombre, d'autant plus que l'arrivée au pouvoir d'Hitler en 1933 signe sa fin. Il ne renaît qu'après 1945.

## Origines
Le mouvement pacifiste prend ses sources aux États-Unis, en particulier après les guerres comme celle de 1812[réf. nécessaire]. La guerre est alors considérée comme ruineuse et contraire aux principes des Lumières par la bourgeoisie représentée par les commerçants, les pasteurs ou les fonctionnaires. En 1814, le pasteur américain Noah Worcester publie à Boston un texte intitulé Solemn review of custom war qui est le déclencheur de la fondation d'un certain nombre de sociétés pacifistes sur le sol américain, telles que la Massachusetts Peace Society fondée par lui-même la même année et dont il est le président, la New York Peace Society fondée l'année suivante par David Low Dodge ou encore l’Ohio Peace Society fondée par les quakers. Worcester, qui rejette l'idée d'une guerre voulue par Dieu, plaide pour une ligue des nations et une cour de justice internationale. Est alors fourni un travail de popularisation d'écrits promouvant la paix comme ceux de Kant ou de William Penn. En 1828, les différentes sociétés de paix américaines se réunissent pour former l'American Peace Society sur l'initiative de William Ladd.

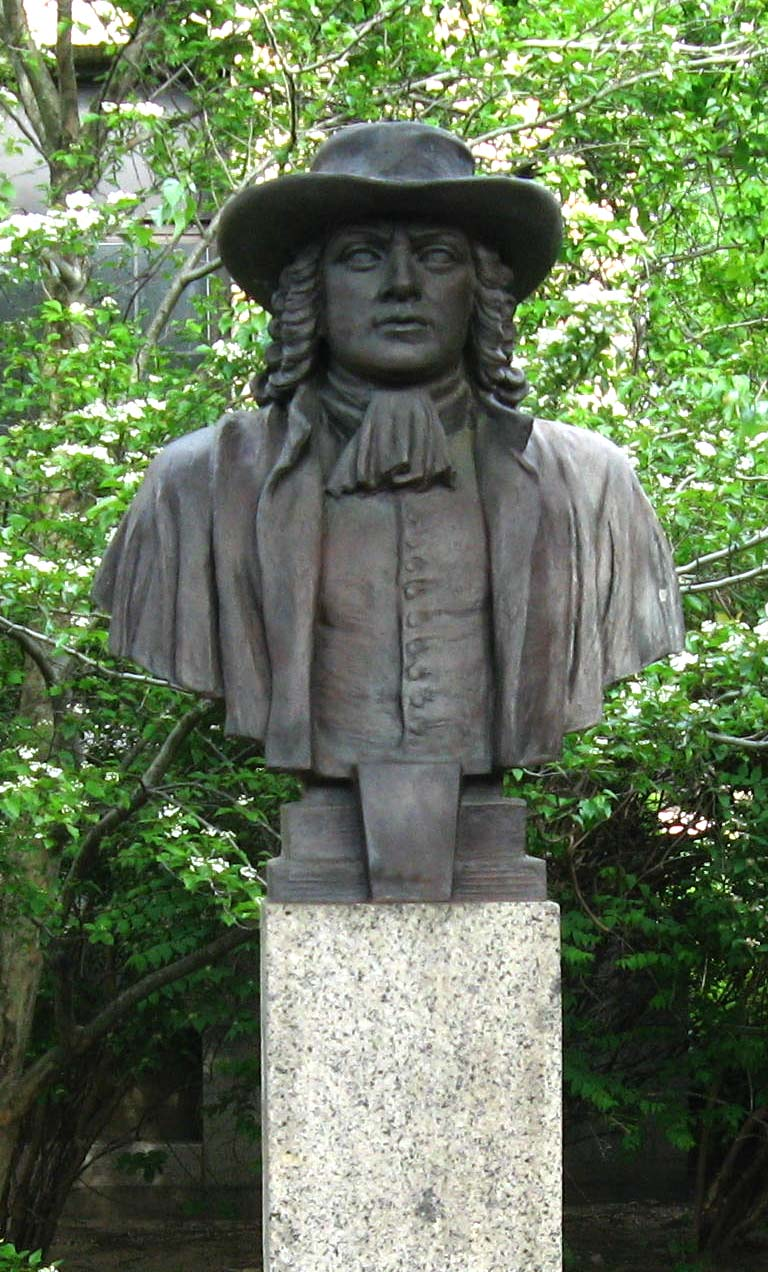
William Penn. Les quakers jouent un rôle fondateur dans le mouvement pacifiste

Sur le plan européen, le mouvement pour la paix commence également à se former et suit, comme en Amérique, une certaine inspiration religieuse. La première société de paix européenne, la London Peace Society, est fondée à Londres par William Ellery Channing et William Allen le 11 juin 1816 et regroupe vite près de 2 000 adhérents dont une grande partie, comme Allen, sont des quakers. Le mouvement se poursuit en France où est fondée la Société de la morale chrétienne en 1821, autour de figures du libéralisme humanitaire tel François Guizot. C'est à partir de cette société que se développent d'autres groupements, pour aboutir en 1841 à la création du Comité de la Paix. La Suisse voit aussi émerger des sociétés pacifistes telle que la Société de la Paix à Genève en 1830. Peu à peu, des contacts se créent au moyen d'initiatives isolées ou à travers les publications sur le sujet par exemple de l'esclavage. Le 22 juin 1843 s'ouvre à Londres le premier congrès international pour la paix où les 200 délégués européens et américains discutent de la question de l'arbitrage et de l'abolition de la guerre.
Les révolutions de 1848 donnent une impulsion supplémentaire au mouvement pacifiste et l'on voit se multiplier les grands congrès de paix internationaux. Si Londres a été le siège du premier congrès en 1843, il faut toutefois attendre le congrès de Bruxelles de 1848 pour que le nombre de délégués européens soit vraiment représentatif de tous les pays et non pas en majorité de la Grande-Bretagne. Après Bruxelles, suivent les congrès de Paris en 1849, de Francfort en 1850, de Londres en 1851 et l'année 1853 voit se tenir deux congrès : un à Manchester et l'autre à Édimbourg. Les principaux points abordés qui finissent par former en quelque sorte un programme d'action sont : le principe de l'arbitrage, l'abolition de la guerre, la codification d'un droit international et la constitution d'une assemblée internationale.

## Premier pacifisme

### Les débuts timides du pacifisme allemand
C'est lors du congrès international de Paris en 1849 que l'on voit des délégués allemands pour la première fois. Le congrès de 1850 se tient du 22 au 24 août à Francfort dans la Paulskirche. C'est dans cette église qu'avait siégé le Parlement de Francfort, première assemblée allemande librement élue en 1848 et portée par les forces libérales, assemblée qui échoue en ne parvenant pas à présenter de constitution. Avec l'échec de l'assemblée et de manière générale celui des révolutions européennes de 1848, c'est l'échec de la possibilité de développer l'humanisme et la paix portés par le libéralisme qui est mis en avant, et cela d'autant plus que sont mis en place des gouvernements réactionnaires. Le congrès de 1850 ne fait que répéter ce qui avait été abordé lors des précédents congrès. La principale répercussion du congrès tenu en Allemagne est la création d'une Société de la paix à Königsberg le 20 septembre 1850 par le kantien Robert Motherby et le pasteur dissident Julius Rupp. Le représentant des ouvriers de Königsberg, le proudhonien Friedrich Grünhagen, milite pour une abolition de l'armée. Un an plus tard, le gouvernement fait interdire la société. Comme le formule l'historien du pacifisme allemand Karl Holl : « La triple relation entre argumentation pacifiste, organisation religieuse libre et agitation socialiste a dû rapidement susciter la méfiance des autorités flairant la subversion ». Même si le mouvement pacifiste général s'essouffle en Europe après 1860 et cela pour une vingtaine d'années, le mouvement pacifiste organisé ou plus précisément qui avait commencé à s'organiser dans les autres pays d'Europe reste peu actif. Cela tient principalement au fait que la bourgeoisie libérale, alors principal soutien du pacifisme, est en Allemagne occupée à réaliser l'unité du pays.

#### La bourgeoisie libérale absente
Le libéralisme est porté dans l'Europe du XIXe siècle par la bourgeoisie. La pensée libérale se fonde avant tout sur le fait que tout individu a des droits fondamentaux. En découle alors une conception morale prônant la tolérance, l'interdiction de toute violence, la défense des droits de l'homme. C'est donc tout naturellement que la bourgeoisie se fait le socle du pacifisme en Europe. Après la révolution de 1848, les libéraux allemands, plus influents grâce à une certaine libéralisation des États, prennent part, surtout dans le sud de l'Allemagne où la tradition libérale est plus forte, à la vie politique. Vers la fin des années 1850 se formule de plus en plus clairement le projet d'unification du pays avec la fondation en septembre 1859, sur le modèle italien, du Deutscher Nationalverein, un groupement de libéraux et de démocrates. Le pacifisme balbutiant n'a plus dans l'immédiat le soutien de la bourgeoisie libérale.

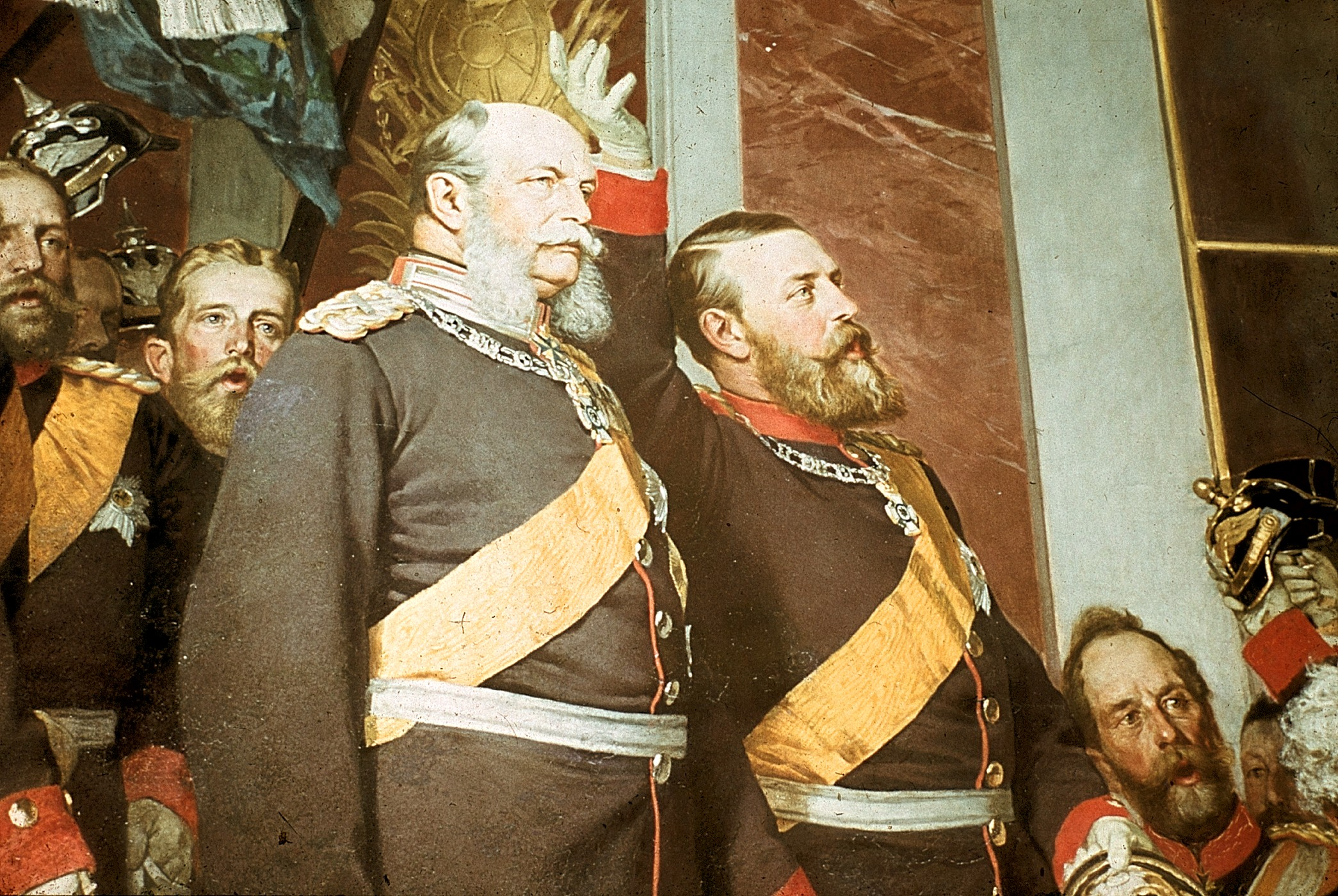
Guillaume Ier : l'unité allemande, le but poursuivi par la bourgeoisie, est enfin réalisée

La bourgeoisie est d'autant plus absente du mouvement pacifiste que Bismarck fait tout pour l'impliquer dans son projet d'unité. Jusque-là limitée à un rôle politique faible, la bourgeoisie nationale-libérale — contrairement à la bourgeoisie d'inspiration plus démocratique qui reste sceptique — se lance dans cette aventure. En 1862-1863, l'engouement est tel que le nombre d'adhérents à l'association s'élève à 25 000. Sur le plan politique, le Deutscher Verein est proche du parti qui soutient Bismarck, le Parti Libéral National, dont le programme repose sur l'unification du pays par les armes. Après la Guerre franco-allemande de 1870 et la défaite de Napoléon III à Sedan, l'Empire allemand est proclamé dans la Galerie des Glaces du château de Versailles le 18 janvier 1871.
Il ne reste plus alors pour le pacifisme de marge de manœuvre. Privé de soutiens, il survit tant bien que mal avec quelques idéalistes comme Eduard Löwenthal, décrit par Karl Holl comme un « original monomaniaque ». Il survit d'autant plus mal que la militarisation de la société s'amplifie après l'unification, tandis qu'en France, les initiatives pacifistes se multiplient, comme la Ligue internationale et permanente de la paix fondée par Frédéric Passy en 1867. Comme le souligne l'historien Hans-Ulrich Wehler, la politique étrangère de Bismarck, en évitant de s'impliquer dans les guerres, contribue également à couper l'herbe sous le pied du pacifisme.

### Renouveau du pacifisme à partir de 1880

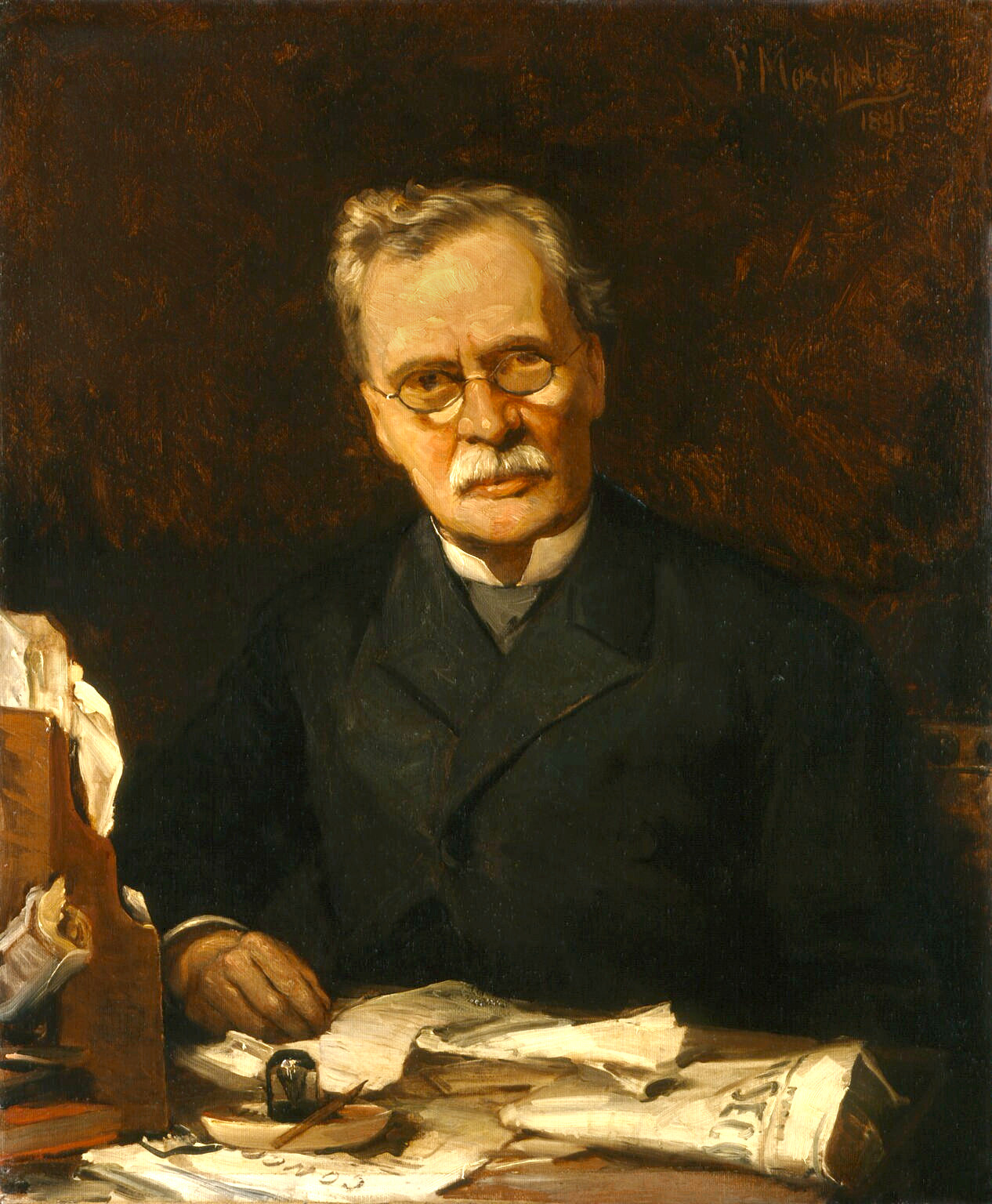
Hodgson Pratt

Il faut attendre un nouveau mouvement étranger pour que le pacifisme allemand soit relancé ou tout du moins connaisse un nouveau regain d'intérêt. En août 1880, à Londres, d'anciens membres de la London Peace Society, dont Lewis Appleton, William Phillips et Hodgson Pratt, fondent une société de paix, l'International Arbitration and Peace Association, afin de mobiliser les masses. Cette société plaide pour le droit international et la constitution d'une cour de justice internationale. C'est à la personnalité de Pratt que l'on doit l'expansion du mouvement. Ce dernier se transforme en effet en pèlerin de la paix et entreprend un certain nombre de voyages en Europe afin de créer des comités qui permettent par la suite de constituer une fédération internationale.
C'est ainsi qu'après avoir motivé la création du Comité international de l'arbitrage et de la paix à Paris, Pratt se rend en Allemagne, en particulier à Berlin, Darmstadt et Francfort-sur-le-Main où il peut compter sur le soutien des libéraux. L'association pour la paix de Francfort est fondée en 1886 par le Danois Fredrik Bajer — qui avait fondé quatre ans plus tôt une telle société au Danemark — et Franz Wirth. Elle dispose du soutien des cercles libéraux, mais en se confrontant à la politique, l'association s'attire les foudres de Bismarck, qui prend des mesures policières à son encontre. Par la suite, l'activité pacifiste rechute. Pour Karl Holl, ce ne sont pas tant les mesures policières qui ont raison du non-développement du pacifisme en Allemagne (car les conditions étaient réunies pour son épanouissement dans des villes comme Francfort), mais bel et bien un manque d'intérêt dans l'opinion publique.
Ce manque d'intérêt se retrouve sur le plan international. Alors que de nombreuses sociétés de paix fleurissent comme la Société belge de l'arbitrage et de la paix fondée par Henri La Fontaine en 1883, et que les grands congrès internationaux pour la paix rassemblent de plus en plus de personnes, l'Allemagne reste isolée. Lors du congrès universel de 1889 à Paris, un seul Allemand est présent, l'industriel Adolf Richter. Le grand mouvement des congrès continue avec ceux de Londres en 1890 et de Rome en 1891, où est décidée la création d'un bureau permanent pour la paix qui siège à Berne. Le groupe allemand de l'Union interparlementaire est fondé en 1891 par le libéral Max Hirsch qui est plus tard l'un des présidents de la Deutsche Friedensgesellschaft. Le groupe tente d'influencer la politique allemande en faveur des valeurs de l'Union, comme celle de l'arbitrage, tout en gardant une part d'ambiguïté, notamment en ce qui concerne l'armement de l'Allemagne. Au sein du mouvement international interparlementaire, le groupe allemand est sous-représenté et son rôle reste réduit.

#### La Deutsche Friedensgesellschaft

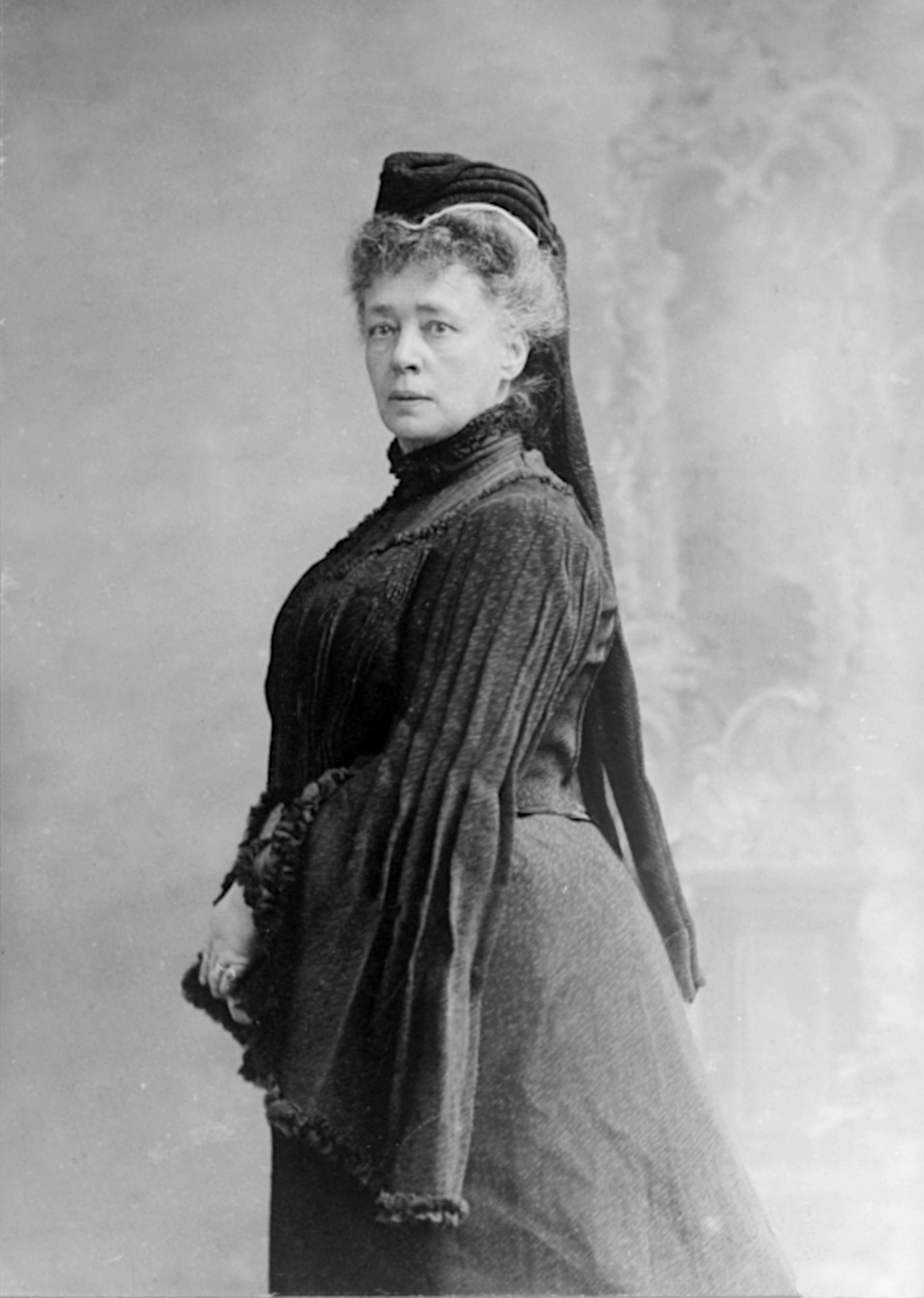
Bertha von Suttner

C'est encore une fois de l'étranger que va venir la nouvelle impulsion. Une aristocrate autrichienne, Bertha von Suttner, publie en 1889 le roman Die Waffen nieder!, dans lequel elle raconte la vie de Martha Althaus, une vie marquée par un engagement pacifiste contre les guerres qui détruisent sa propre famille en tuant son premier mari, son père ainsi que sa fratrie. Le roman remporte un franc succès, connaît pas moins de 37 éditions et un grand nombre de traductions, et devient une œuvre fondatrice. Forte de son succès, la comtesse fonde en 1891 une société pacifiste en Autriche, la Österreichische Gesellschaft der Friedensfreunde, dont elle devient la présidente. Un autre Autrichien, Alfred Hermann Fried, alors libraire à Berlin, prend connaissance de l'action de Suttner et entre en contact avec elle dès 1891. Le 1er février 1892, paraît le premier numéro d'une revue que Fried et Suttner lancent conjointement et qui porte le même titre que le roman à succès : Die Waffen nieder!, avec pour sous-titre Monattschrift zur Forderung der Friedens-Idee. Dans le premier numéro de la revue qui se veut l'organe officiel du mouvement, l'introduction est un poème de Conrad Ferdinand Meyer et la revue comporte alors entre autres une réflexion sur le projet de paix perpétuelle de Kant, des écrits de Fredrik Bajer et des comptes-rendus de congrès.
On s'achemine progressivement vers la constitution d'une association pacifiste. Le contexte est celui du projet militaire que Caprivi présente au Reichstag et dans lequel il prévoit de réduire la durée du service militaire mais en augmentant le nombre de réservistes. Avec l'appui de Bertha von Suttner, Fried tente de mobiliser les cercles libéraux, intellectuels et scientifiques afin de constituer un comité pour cette fondation. Des personnages tels que l'écrivain Gustav Freytag, l'astronome Wilhelm Foerster (dont le fils Friedrich Wilhelm Foerster est lui aussi pacifiste), des membres du Parti radical allemand comme Max Hirsch, ou encore les militants pacifistes déjà actifs Adolf Richter et Franz Wirth se rallient à la cause. En novembre 1892, le comité est fondé, et, le 21 décembre 1892, la Deutsche Friedensgesellschaft (DFG) est créée. Elle est la première association allemande à se réclamer officiellement du pacifisme.
Toutefois, le succès attendu n'est pas au rendez-vous. La Deutsche Friedensgesellschaft ne parvient pas à attirer les adhérents, d'autant qu'elle est déchirée par des querelles internes, les uns voulant influencer la politique du Parlement, les autres voulant développer au sein de l'opinion publique les idées de paix et d'arbitrage. De plus, les libéraux de gauche se déchirent à la suite du projet militaire de Caprivi, les uns rejettent le projet en bloc, tandis que d'autres veulent arriver à un compromis. En 1893, Alfred Fried est expulsé de la société en raison de son attitude de plus en plus critique au sein de l'association ainsi que dans la revue qu'il publie avec Wirth, la Monatliche Friedenskorrespondenz. En 1894, Otto Umfrid entre à la Deutsche Friedensgesellschaft et en devient le vice-président en 1900. Sur son initiative est fondée l'association régionale du Wurtemberg de la DFG. Le bureau principal quitte Berlin pour s'installer la même année à Stuttgart, le sud de l'Allemagne, imprégné de libéralisme et avec lequel le mouvement essayait de garder le contact au moyen de la revue de Fried, étant beaucoup plus réceptif aux idées du pacifisme, contrairement à ce que l'on constate dans le nord. L'un des seuls moyens pour garder le contact avec le sud de l'Allemagne était la revue publiée par Fried et Wirth, la Monatliche Friedenskorrespondenz. Ces dissensions ne font qu'affaiblir un pacifisme naissant, d'autant que la Deutsche Friedensgesellschaft se révèle incapable de servir d'organisation aux autres mouvements qui naissent. Jusqu'en 1900, on compte soixante-dix groupes forts au total de 5 000 membres, chiffres à relativiser cependant, la passivité des membres étant flagrante.

#### Théories du mouvement
Le pacifisme ne se formule comme concept qu'au début du XXe siècle et ce serait Émile Arnaud, alors avocat, qui l'aurait créé lors du congrès de Glasgow qui s'est tenu en 1901. Cette formulation théorique implique à son tour le fait que le mouvement pacifiste doive se doter d'une théorie et cela d'autant plus qu'une autre théorie contraire, le darwinisme social — qui justifie la guerre comme faisant partie du processus de sélection naturelle — rencontre alors en Allemagne et en Europe un public attentif, voire enthousiaste, et cela même au sein du mouvement pacifiste. C'est en particulier à travers Bertha von Suttner qu'il est dans un premier temps permis de formuler de manière implicite des idées directrices.

##### Un pacifisme éthique et moral

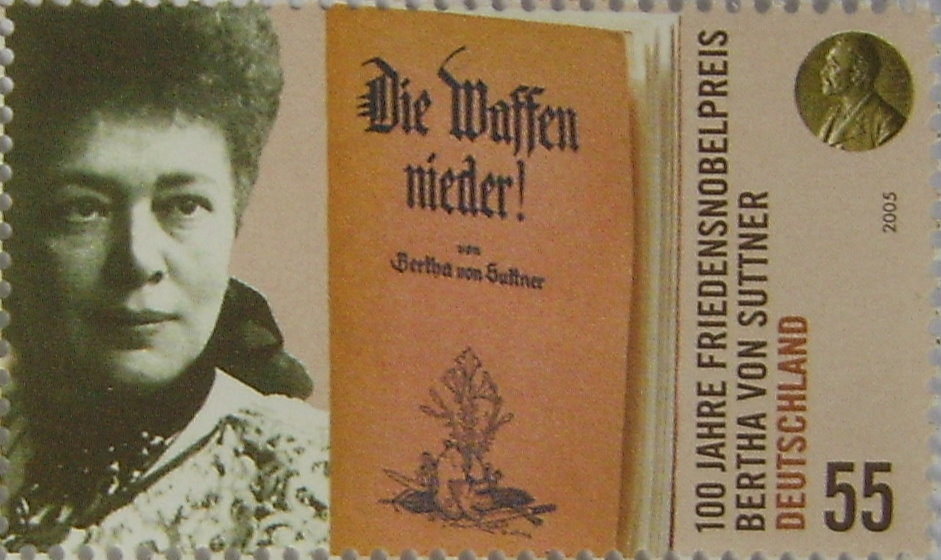
Bertha von Suttner

D'origine noble, Suttner s'engage très vite dans la cause pacifiste. Dans ses œuvres littéraires, elle plaide pour la démocratie, le respect de l'homme et de son libre arbitre ou encore l'abolition de la guerre. Sa pensée s'inscrit dans son époque qui porte l'idée d'une foi libérale sans faille dans l'optimisme du progrès selon lequel l'homme va connaître le bonheur grâce à la science et à la loi. Elle s'appuie sur différents auteurs tels que l'historien britannique Henry Thomas Buckle qui, dans son œuvre Histoire de la civilisation en Angleterre, définit les principales lois qui président à la course du progrès de l'homme, ou le philosophe et sociologue britannique Herbert Spencer, qui développe après avoir lu Darwin la notion de « sélection du plus apte », créant ainsi ce que d'autres appellent le darwinisme social. Le pacifisme de Suttner est un pacifisme éthique et profondément humaniste où l'éducation doit mener à la paix. À son propos, Karl Holl écrit : « Une telle théorie avait une grande similitude avec une religion humaniste séculaire promettant une fin sur Terre harmonieuse — dans les conditions de l'époque, plus un produit de l'autosuggestion qu'une analyse objective ». En ne se basant que sur des valeurs morales et éthiques, le pacifisme allemand n'acquiert pas la solidité théorique indispensable à tout mouvement voulant convaincre l'opinion publique du bien-fondé de principes tels que l'abolition de la guerre ou l'arbitrage international.

##### Le pacifisme scientifique de Fried

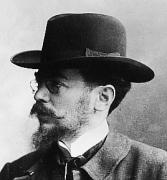
Alfred Hermann Fried

Fried se rend compte que le mouvement ne peut pas s'étendre sans une théorie solide. Les résultats de la Première conférence de La Haye en 1899 lui montrent que l'éthique ne peut pas être le seul moteur. Il développe alors ce qu'il appelle un « pacifisme scientifique », qui porte les influences d'un grand nombre d'auteurs. L'influence des sphères socio-économiques sur la sphère politique retient particulièrement son attention. On y reconnaît là l'influence de Marx. Il retient aussi certaines idées du sociologue russe Jacques Novicow, grand adversaire de la théorie du darwinisme social. Pour Novicow, et donc pour Fried qui reprend cette idée, le combat ne doit pas être un combat guerrier, mais un combat économique : l'interdépendance économique doit mener à une interdépendance sociale qui elle-même conduit à une communauté politique et juridique internationale, garante du pacifisme. Il faut citer également Jean de Bloch, qui vient compléter cette théorie. Le fait que les hommes agissent tous de manière rationnelle en constatant que la guerre a des conséquences désastreuses pour les vaincus comme pour les vainqueurs va de lui-même, montrant ainsi l'inutilité de la guerre, et l'utilité de trouver de nouveaux moyens de conciliation. Fried, qui éditait déjà ses idées depuis 1899 dans sa revue Die Friedens-Warte, les publie en 1905 dans son œuvre principale Handbuch der Friedensbewegung. Peu de juristes s'intéressent à la réflexion de Fried, et même si le mouvement pacifiste obtient à travers lui une reconnaissance accrue, il n'est pas encore question de parler de succès, car sa théorie trop scientifique laisse l'homme de côté et oublie un pan complet qui est celui de la structure interne même de l'Allemagne.

### Le pacifisme sur la scène internationale
Une des occasions pour le pacifisme allemand de sortir de sa léthargie est l'organisation du VIIIe Congrès universel de la paix, en 1897. L'association pacifiste de Hambourg comporte alors 800 membres et c'est pour cette raison que la ville est choisie pour héberger le congrès. En s'impliquant ainsi de manière internationale, les pacifistes allemands espèrent en retirer un certain prestige, ce qu'ils arrivent par ailleurs à obtenir : le congrès qui a lieu du 12 au 16 août 1897 se déroule de manière satisfaisante, sous la présidence d'Adolf Richter. Celui-ci souligne, dans le discours d'inauguration, le retard pris par l'Allemagne dans le mouvement pacifiste : « C'est la première fois que les partisans de la Paix et de l'Arbitrage se rassemblent en Allemagne, dans ma patrie, qui, en comparaison des autres pays voisins et surtout des pays de langue anglaise, n'a commencé que bien tard à entrer dans le mouvement de la Paix ». À Munich, le pacifiste Ludwig Quidde commence à prendre de l'importance, tout comme le mouvement lancé par Margarete Lenore Selenka. Cette dernière organise en marge de la Première conférence de La Haye une grande manifestation féministe pour la paix pour soutenir l'initiative du tsar Nicolas II. 

#### Des débuts décevants

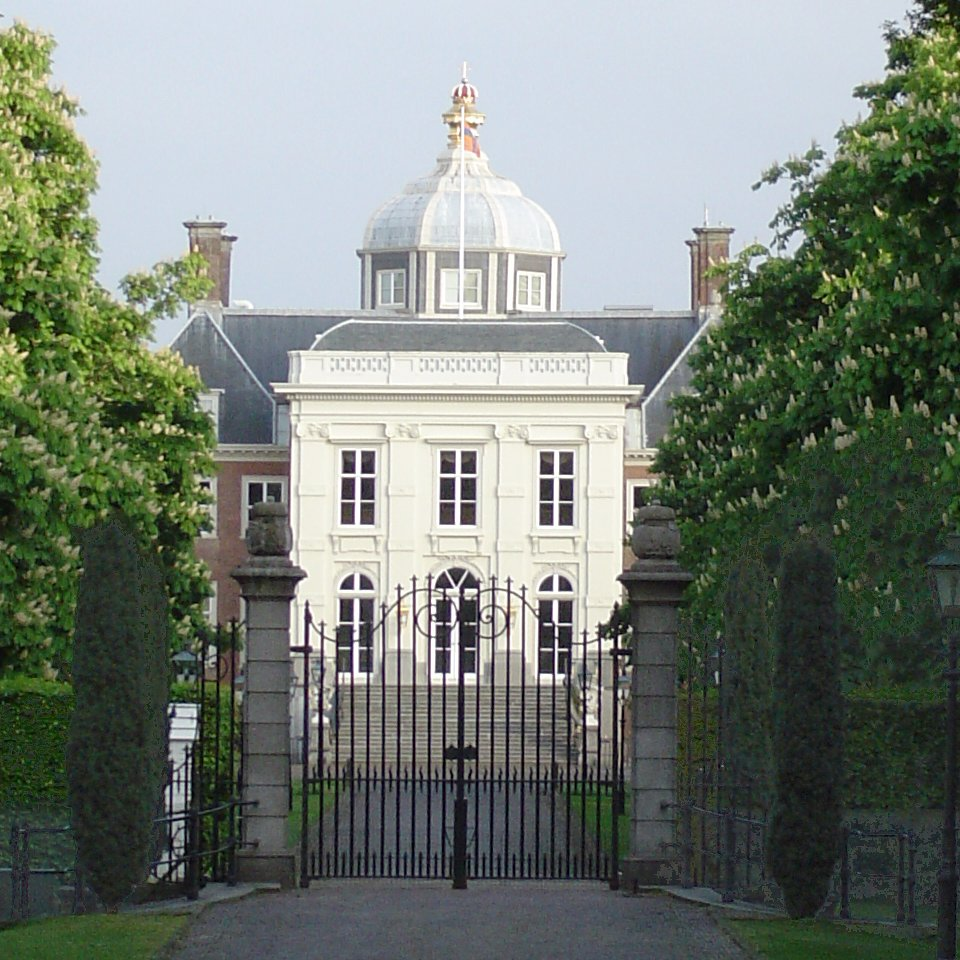
Le Huis ten Bosch, lieu où s'est tenue la première conférence de La Haye

Dans sa lettre adressée aux différents gouvernements, le tsar exprime la volonté d'aborder sous l'angle du droit international les questions de la paix et du désarmement. La conférence s'ouvre le 18 mai 1899 et ce sont les travaux de la troisième commission sur la paix et l'arbitrage international qui retiennent le plus l'attention. C'est d'ailleurs cette dernière question sur l'arbitrage qui pose problème. Les six délégués représentant l'Allemagne, dont le plénipotentiaire comte de Munster, l'ambassadeur d'Allemagne à Paris et le juriste de Königsberg Philipp Zorn, sont résolument contre cette idée, et parviennent à faire accepter que l'arbitrage ne soit pas obligatoire mais facultatif, au détriment des Français. Les pacifistes allemands, conscients de l'importance de la conférence de La Haye — Friedrich Wilhelm Foerster dénonce plus tard le fait que les délégués allemands n'avaient pas la moindre idée de l'importance d'un tel sommet — ne sont pas non plus pour l'idée de l'arbitrage. Pour eux, à la suite par exemple de la théorie de Fried, les relations humaines se dirigent d'elles-mêmes vers l'harmonie. L'instauration d'un tribunal international ne doit donc être pensée que dans le but de la préservation de cette harmonie, et non pas dans celui de régler des conflits. La conférence est un échec et continue d'affaiblir le mouvement pacifiste.
Le même schéma se répète lors de la Seconde conférence de La Haye de 1907, initiée par l'American Peace Society. Il est décidé d'y reprendre les questions de 1899, notamment celle sur l'arbitrage international. La conférence siège pendant quatre mois, du 15 juin au 18 octobre, plus longtemps que la précédente. La délégation allemande, conduite cette fois par Philipp Zorn, continue à se prononcer contre toute ingérence étrangère en matière de souveraineté, s'attirant la désapprobation de la conférence. L'Allemagne refuse de signer la convention. Tout comme lors de la conférence de 1897, les résultats montrent un échec du pacifisme qui, en Allemagne, se retranche dans une attitude passive, préférant ne pas aller à l'encontre de la politique impériale et ainsi préserver l'existence d'un mouvement déjà fragile que l'expression de certaines opinions aurait pu contribuer à menacer davantage.
Le mouvement pacifiste allemand remporte une reconnaissance sur le plan international à travers le Verband für internationale Verständigung fondé en 1911 sous l'impulsion du professeur Otfried Nippold et d'Alfred Hermann Fried. Le mouvement qui se prononce contre la guerre, pour l'entente entre les pays et pour l'éducation de la jeunesse, a également pour but de rassembler le plus grand nombre de pacifistes possible en approchant ceux n'osant pas s'avouer liés à la cause. La fédération rejoint le mouvement général de la Conciliation internationale du baron d'Estournelles de Constant. Son rattachement au mouvement d'Estournelles de Constant lui permet de bénéficier de l'aide financière de la Fondation Carnegie, et donc d'obtenir une reconnaissance parmi les nations, chose que la Deutsche Friedensgesellschaft n'est pas encore parvenue à atteindre. Lors des congrès du Verband qui se tiennent à Heidelberg le 5 octobre 1912 et à Nuremberg le 6 octobre 1913, la fédération gagne en prestige avec la venue de pacifistes comme Théodore Ruyssen. Toutefois, ce succès relatif n'est que de façade, comme le souligne le député membre du Verband Conrad Haußmann lors du congrès de Nuremberg : « Nous avons la paix mais pas de tranquillité », un constat également fait par le baron d'Estournelles de Constant et qui pose aussi la question des relations franco-allemandes.

#### Relations franco-allemandes

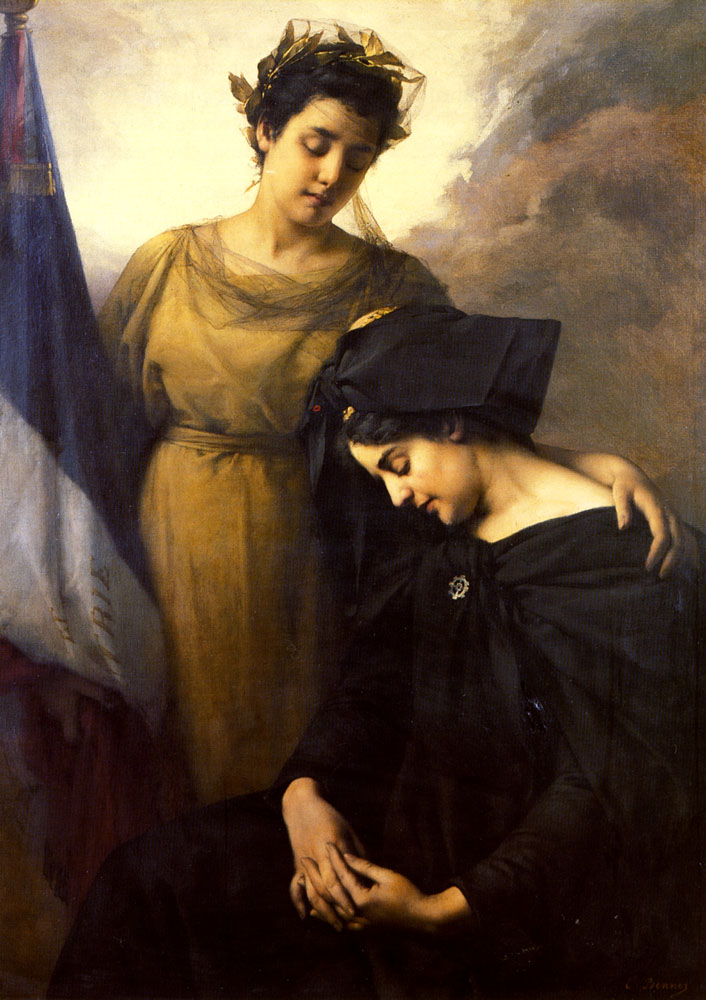
L'Alsace-Lorraine est au centre des revendications franco-allemandes

L'étude du premier pacifisme allemand ne saurait se passer d'une analyse des relations franco-allemandes. Après la capitulation française à Sedan en 1870, l'Allemagne de Bismarck et la France de Thiers signent le traité de Francfort le 10 mai 1871. En plus d'indemnités de guerre colossales, l'Allemagne obtient les départements du Bas-Rhin et du Haut-Rhin à l'exception de l'arrondissement de Belfort, les arrondissements de Sarreguemines, Metz, Sarrebourg, Château-Salins, onze communes de l'arrondissement de Briey ainsi que les cantons de Saales et Schirmeck. Tout au cours du XIXe siècle, le nationalisme allemand avait espéré la reconquête de l'Alsace, et cette perte est amèrement ressentie par la France qui perpétue le souvenir de ces « provinces perdues » dans les écoles ou encore dans la littérature. S'installe alors ce que Jean-Baptiste Duroselle appelle un « rêve de revanche » qui empoisonne les relations franco-allemandes et auquel les pacifistes des deux pays ont beaucoup de mal à trouver une solution.
Comme pour la question de l'arbitrage lors des conférences de La Haye, les pacifistes allemands refusent de formuler toute remise en cause du statu quo qui impliquerait alors un conflit, et se rangent à la politique officielle. Sous des airs apolitiques, les pacifistes allemands renforcent au contraire la politisation de la situation. L'un des exemples les plus flagrants en est le texte écrit en 1895 par Franz Wirth intitulé Die Elsass-Lothringische Frage, dans lequel il explique brutalement que la France ne recouvrera jamais ses provinces perdues. S'ensuit un vif combat par textes interposés entre Wirth et le Français Gaston Moch, qui rédige la même année Alsace-Lorraine, réponse à un pamphlet allemand. Le sujet est très sensible, il avait été abordé lors du congrès interparlementaire de 1891 dont l'Italien Ruggero Bonghi a dû (sous menace des délégués allemands de quitter le rassemblement) quitter la présidence après avoir désigné l'Allemagne comme responsable de la plupart des tensions européennes dans un article sur l'Alsace-Lorraine. Il faut attendre la mort de Wirth en 1897 pour que la situation s'apaise, même si elle est loin de se régler, les pacifistes allemands restant inflexibles sur la question.
Il faut attendre le XIVe congrès universel de la paix à Lucerne, qui se tient du 19 au 23 septembre 1905 pour voir la position des deux camps, en particulier celle de l'Allemagne, changer. Le rapprochement franco-allemand figure à l'ordre du jour et le rapporteur, le Belge M. Houzeau de Lahaie, commence ainsi : « Je sens toute la responsabilité qui pèse sur moi en ce moment en vous présentant les résolutions que la Commission unanime vous présente ». La commission fait alors deux propositions afin de remédier à « l'antagonisme permanent ou accidentel entre la France et l'Allemagne », à savoir : la reconnaissance d'un système de droit international qui permettrait aux deux pays d'entamer des négociations, ainsi que la propagation des principes définis par les précédents congrès universels de la paix, comme l'inviolabilité de toute nation ou la solidarité entre les nations. Les déclarations des deux représentants, Ludwig Quidde pour l'Allemagne et Frédéric Passy pour la France, sont pleines de bonne volonté, le premier déclarant : « Le rapprochement des deux peuples est nécessaire au développement de l'idée humanitaire » et le second : « De part et d'autre des fautes ont été commises. Oublions-les ou réparons-les pour que ces deux pays puissent reprendre leur place à la tête de la civilisation ! ». Sur quoi les deux hommes, dans un geste hautement symbolique, se donnent une poignée de main. Toutefois, ces déclarations restent des déclarations de bonnes intentions. Les pacifistes allemands persistent à garder par la suite une attitude passive et ne démordent pas sur la question de l'Alsace-Lorraine. Sophie Lorrain écrit : « Les Allemands persistent à faire du rapprochement franco-allemand une condition de l'amélioration de l'Alsace-Lorraine et non un résultat ».

#### Derniers succès

Portrait de Ludwig Frank

Dans les années qui précèdent la Première Guerre mondiale, les tensions entre les différentes nations s'accroissent, en particulier entre la France et l'Allemagne avec les deux Crises marocaines de 1905 et 1911, ce que les pacifistes des deux pays déplorent. Ainsi, Sophie Lorrain explique : « La conscience de la montée du danger, le début de dialogue qui s'instaure entre pacifistes français et allemands, et la volonté de passer à un mode qualitatif supérieur en politisant leur action, motivent les pacifistes à institutionnaliser leurs relations ». Les pacifistes des deux pays reforment alors en 1912 un comité tombé dans l'oubli, la Ligue franco-allemande. Loin de vouloir être une organisation de masse, cette ligue veut influencer les politiques parlementaires et ainsi faire progresser la question franco-allemande qui n'avait pas réellement avancé. Le Verband für internationale Verständigung, dont certains membres, tout comme certains de la Deutsche Friedensgesellschaft, entrent dans la Ligue, s'implique dans les différents projets, en particulier lors des rassemblements interparlementaires de Berne et de Bâle.
C'est au député allemand Ludwig Frank que l'on doit la convocation de la conférence interparlementaire de 1913 à Berne. Ce dernier sent le danger représenté par les mesures de renforcement militaire prises par l'Allemagne à la suite de la loi française portant la durée du service militaire à trois ans. Il veut voir en cette conférence la possibilité d'éviter la guerre, mais également d'améliorer les rapports franco-allemands. Tous les partis politiques prennent part aux débats qui se déroulent les 11 et 12 mai, aussi bien des grands socialistes allemands tels qu'August Bebel, Karl Liebknecht ou Philipp Scheidemann que des représentants des partis libéraux comme Conrad Haußmann et Franz von Liszt. Les partis bourgeois restent toutefois absents : on compte seulement neuf députés de droite pour vingt-cinq de gauche. Bien que les Allemands soient sous-représentés par rapport aux Français — 34 Allemands contre 185 Français — la conférence est un succès. Un comité permanent est créé sous la direction du baron d'Estournelles et de Hugo Haase.
Le comité se réunit le 30 mai 1914 à Bâle, il comporte 18 délégués allemands et 16 français. Toutes les forces politiques allemandes sont représentées : sept sociaux-démocrates, quatre membres du Parti populaire progressiste, trois du Zentrum, deux nationaux-libéraux et deux députés alsaciens. Les participants soulignent le principe de l'arbitrage et proposent de tenir dans l'année deux réunions interparlementaires simultanées en Allemagne et en France. Les derniers moments avant la guerre semblent concentrer les gestes de conciliation entre les pays et la Deutsche Friedensgesellschaft participe elle aussi à ces efforts. Mais les mécanismes conduisant à la guerre sont déjà en marche et le pacifisme ne parvient pas à enrayer la machine.

### Échec du premier pacifisme
Les raisons de l'échec du premier pacifisme allemand sont multiples, tout comme son échec. S'il échoue à empêcher la progression vers la guerre et à établir avec la France une relation apaisée, il échoue également à se constituer comme un mouvement stable et mobilisateur. Si l'on peut y trouver des raisons internes propres au mouvement, c'est-à-dire une conception élitiste et coupée du monde politique, on peut y déceler également l'influence d'une structure sociale allemande où les poussées nationalistes imprègnent les esprits, les rendant hermétiques ou peu perméables aux idées pacifistes. C'est un ensemble de raisons qu'il faut se méfier de simplifier.

#### Une société militarisée

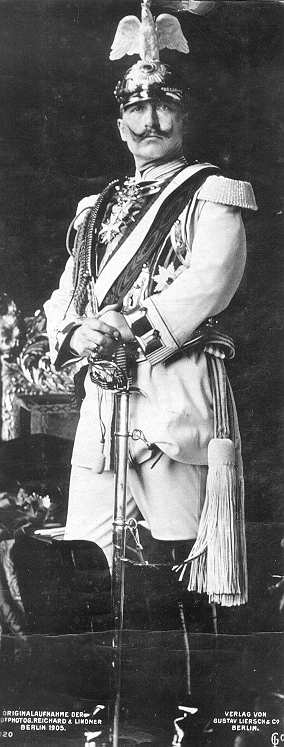
Guillaume II en 1905

Le vent militariste qui souffle sur la société allemande depuis l'unification rend difficile l'application d'idées pacifistes. Ce militarisme prussien n'a cessé de se développer depuis le règne de Frédéric-Guillaume Ier. L'Allemagne, caractérisée depuis la fin de la guerre de Trente Ans par un état de faiblesse intérieur, mais aussi sur le plan européen, retrouve enfin une situation politique de puissance. Grâce à Bismarck, le pays est enfin unifié — il faut rappeler que l'Allemagne, avec l'Italie, est parmi les derniers pays à se constituer en État-nation, contrairement à d'autres tels que la Grande-Bretagne ou la France — et connaît grâce aux indemnités de guerre que la France vaincue de Napoléon III doit verser un développement industriel et économique très fort, connu sous le nom de Gründerjahre. La grandeur allemande retrouvée, le militarisme et le nationalisme se propagent et touchent de larges couches de la population, en particulier la bourgeoisie.
Longtemps écartée du pouvoir politique qui reste l'apanage de l'aristocratie, la bourgeoisie s'était repliée dans la culture (Bildungsbürgertum), défendant alors des idéaux moraux et culturels. Lorsque l'aristocratie parvient enfin à réaliser l'unité allemande, la bourgeoisie constate que les idéaux guerriers sont synonymes de progrès et de grandeur, et une grande partie de ses membres abandonne ses idéaux moraux pour se tourner vers l'ethos guerrier de l'aristocratie, où les valeurs morales sont remplacées par l'honneur. La militarisation de la société s'accentue alors par la reprise d'un canon guerrier, symbolisé entre autres par le recours au duel, qui est un moyen de légitimation et d'intégration dans cette nouvelle société où la force devient le maître-mot et où le prestige de l'uniforme est omniprésent. Ce n'est plus une conception humaniste où l'homme est le centre de tout qui forme le socle de pensée de la bourgeoisie, mais une conception machiavélique où le collectif prime dans un nationalisme exacerbé.
Le militarisme s'insinue dans tous les esprits et la guerre et le fait militaire sont glorifiés, comme le montre le film satirique Der Untertan de Wolfgang Staudte (1951), basé sur le célèbre roman de Heinrich Mann. Si la politique menée par le chancelier Bismarck visait tout d'abord à établir un pouvoir stable et à sécuriser la position de l'Allemagne au sein de l'Europe au moyen de différents traités d'alliance empêchant l'encerclement du pays, Guillaume II quant à lui bouleverse l'équilibre. Après le renvoi du vieux chancelier en 1890, l'empereur se lance dans une politique nationaliste et impérialiste qui se traduit par la Flottenpolitik de l'amiral von Tirpitz, c'est-à-dire une politique de construction d'une puissante flotte de guerre, soutenue par différentes ligues appelées Flottenvereine qui regroupent pas moins de 1,2 million d'adhérents. Cette politique se traduit également par un regain d'intérêt pour la question coloniale, c'est la Weltpolitik, l'empereur revendiquant selon un mot de von Bülow « une place au soleil ». De par sa politique nationaliste, Guillaume II brise également l'équilibre construit par Bismarck, la France se rapprochant à la fois de la Russie et de la Grande-Bretagne.

#### Les carences du mouvement
Par sa nature même, le mouvement pacifiste est handicapé. Le rôle de l'homme dans la société militariste wilhelmienne ne souffre pas d'être remis en cause alors que le pacifisme, en rejetant la violence et le fait militaire, tend précisément à instaurer une société différente, ce qui le livre à toutes les attaques. D'ailleurs, dès ses débuts, le mouvement pacifiste a mauvaise réputation au sein de cette société portée par le nationalisme. Le mouvement pour la paix est tout d'abord considéré comme quelque chose d'étranger à l'Allemagne : il vient non seulement des États-Unis, mais sa porte-parole la plus immédiate, Bertha von Suttner, est autrichienne et qui plus est une femme, ce qui est mal accepté pour la société de l'époque et tourné en ridicule. Le sentiment que le pacifisme n'est pas « allemand » est également renforcé par un antisémitisme politique apparu dans les années 1880 et renforcé par les thèses racistes dérivées du darwinisme social. Le fait que de nombreuses personnalités pacifistes impliquées au sein du mouvement soient juives, comme Alfred Hermann Fried, Max Hirsch, Lina Morgenstern entre autres, ne facilite pas l'ancrage du mouvement, ni l'entente même entre certains membres juifs et non-juifs.

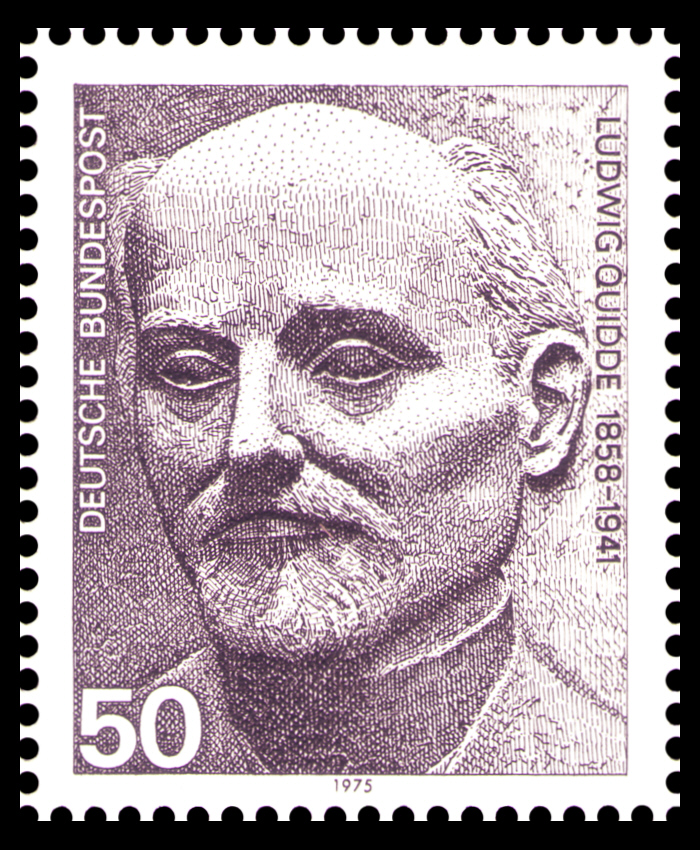
Ludwig Quidde

L'ancrage du mouvement pacifiste dans la société allemande est également rendu difficile par sa relation avec la sphère politique. En refusant d'entrer dans le jeu politique, les pacifistes s'isolent volontairement. De plus, ils sont peu soutenus par les partis politiques dont aucun ne se réclame ouvertement du pacifisme. S'ils trouvent des soutiens au sein du parti social-démocrate et auprès des libéraux, ces soutiens restent faibles, car ces partis ne jouent pas un rôle très important dans le monde politique, et de surcroît ne parviennent pas à avoir une politique unifiée comme en témoignent leurs différentes scissions. Il faut également ajouter que les libéraux sont coupés de la masse, ce qui ne permet pas d'ancrage dans la société. C'est ce même libéralisme qui pousse l'Église catholique à prendre ses distances face au pacifisme.
L'attitude du parti social-démocrate envers un mouvement pacifiste allemand bourgeois est très critique, voire violente, alors que l'Internationale socialiste s'était prononcée pour le pacifisme à la Conférence de Stuttgart en 1907. Eduard Bernstein est l'un des premiers socialistes à s'ouvrir aux idées pacifistes en écrivant en 1912 un article dans la Friedens-Warte intitulé Wie man Kriegsstimmung erzeugt. L'action de Ludwig Frank pour la conférence interparlementaire de Berne pour que les dirigeants socialistes (et non le mouvement lui-même) entrent vraiment dans le pacifisme est également un nouveau pas en avant. En ce qui concerne le gouvernement, ce dernier n'a vis-à-vis du pacifisme qu'une attitude de mépris et d'indifférence. Il utilise ce mouvement pacifiste pour servir sa propre cause, et les pacifistes, se croyant considérés, développent une fidélité sans faille envers l'Empire. Ainsi se rangent-ils à la politique impériale, comme on a pu le constater lors de la première conférence de La Haye, ce qui a pu renforcer l'impression d'un pacifisme ambigu.
Enfin, le caractère bourgeois du mouvement pacifiste lui porte également préjudice dans le sens où son recrutement, au lieu de se faire dans la masse du peuple, se fait principalement dans les cercles de la petite et moyenne bourgeoisie libérale ce qui le prive non seulement d'un socle social - le rôle de la bourgeoisie étant fluctuant - mais le pousse également dans un élitisme tout autant préjudiciable. Cet élitisme qui se reflète dans le recrutement de la Deutsche Friedensgesellschaft où les commerçants et les entrepreneurs sont représentés en plus grand nombre, se reflète également dans celui du Verband für internationale Verständigung. Le pacifisme bourgeois s'organise en pacifisme d'élite. Il faut souligner le rôle des femmes, un groupe marginal de la société de l'époque. Même si le mouvement dispose de ses propres revues, les autres médias restent fermés aux pacifistes qui sont ainsi privés d'une diffusion accrue de leurs idées. Hormis la presse libérale et démocrate, la majorité de la presse allemande adopte envers le mouvement un comportement de mépris et il en va de même pour une grande partie du milieu protestant ainsi que du milieu universitaire comme on peut le voir en ce qui concerne l'historien Ludwig Quidde dont la carrière est brisée pour avoir osé aller à l'encontre de l'ordre établi. Enfin, le caractère très idéaliste du mouvement l'empêche d'être pris au sérieux. Le pacifisme scientifique de Fried ne fait pas l'unanimité au sein du mouvement, dont Otto Umfrid renforce le caractère moral et religieux. Le mouvement conserve alors une double théorie qui peut renforcer l'impression de flou auprès de l'opinion publique.

## Le pacifisme et la Première Guerre mondiale
À la veille de l'entrée de l'Allemagne dans la Première Guerre mondiale, le mouvement pacifiste apparaît entouré de flou. Incapable de s'imposer pour les raisons évoquées plus haut, il lui est impossible d'arrêter les mécanismes de l'engrenage guerrier, et cela d'autant plus que l'attitude de certains pacifistes à l'image d'Umfrid révèle qu'une partie du mouvement pacifiste est profondément nationaliste. C'est au travers des différentes attitudes prônées par les différents groupes pacifistes que se dessine un nouveau mouvement qui fonde le pacifisme allemand comme un mouvement politique.

### Réactions à la guerre

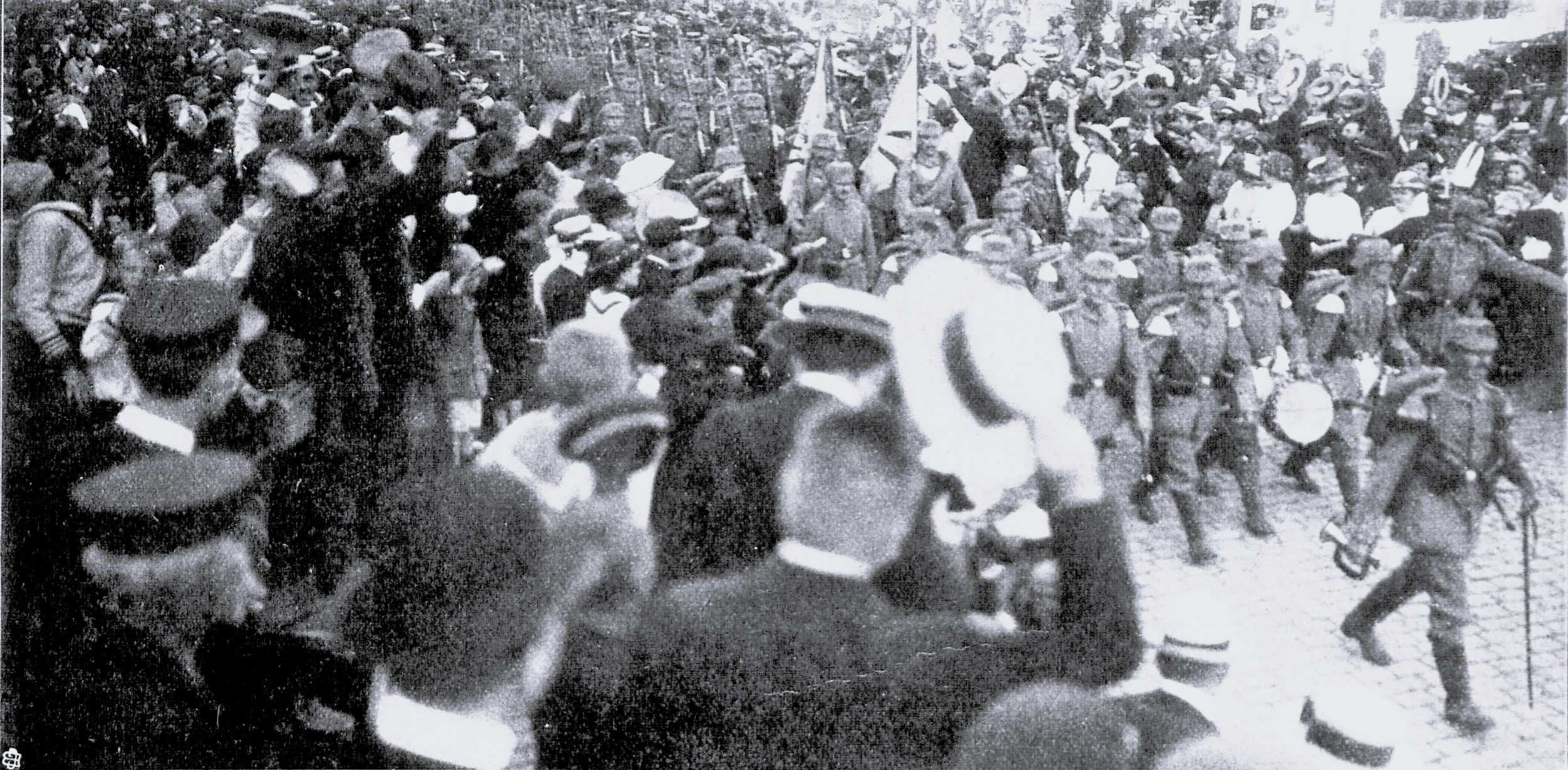
Mobilisation des soldats allemands

L'attitude des pacifistes allemands à la déclaration de guerre n'est, à l'image du mouvement, pas unitaire. Deux attitudes se dessinent : celle d'un soutien inconditionnel ou modéré à l'action de l'Allemagne, et celle d'un pacifisme modéré à radical rejetant la guerre et souhaitant la défaite allemande. Une grande majorité des pacifistes soutiennent la guerre, présentée par le régime comme un conflit défensif. En octobre 1914, certains pacifistes apposent leur signature au bas du Manifeste des 93, parmi lesquels Friedrich Naumann, Franz von Liszt ou Wilhelm Foerster — ce dernier retire cependant sa signature lorsqu'il prend connaissance du texte et signe l'autre manifeste contre la guerre du pacifiste Georg Friedrich Nicolai, l'Appel aux Européens, également signé par Albert Einstein et Otto Buek. De nombreux membres du Verband soutiennent eux aussi la guerre comme un devoir national et moral. À travers leur soutien à la patrie, cette branche des pacifistes peut prouver à ses détracteurs d'avant-guerre qu'ils ne sont pas moins Allemands qu'eux et ainsi affirmer leur place dans la société.
La Deutsche Friedensgesellschaft, plus modérée, adopte toutefois une attitude patriotique où la défense de l'Allemagne et de ses intérêts est primordiale, tout en ne voulant pas rompre avec ses contacts internationaux. Ludwig Quidde, alors président de la DFG, tente de défendre la politique allemande lors des rassemblements internationaux tout en refusant d'aborder certains sujets comme celui de la responsabilité allemande dans la guerre, chose qui aurait desservi la cause pacifiste en Allemagne. Certains pacifistes comme Fried reconnaissent dans les cercles privés la part de responsabilité allemande. Sur le plan international toutefois, les autres mouvements pacifistes n'en ont pas vent et restent sur l'impression donnée par le président de la DFG : celle d'une position ambiguë.
Le dernier groupe pacifiste est composé de ceux qui partent s'exiler en Suisse. Ces derniers forment deux groupes, un groupe modéré autour de Fried et l'autre plus radical autour de Richard Grelling, entre autres. Les deux groupes aspirent à une réforme démocratique de l'Allemagne, mais le second plaide expressément pour l'établissement d'une république sur le modèle français. Ce second groupe se montre plus radical, à l'image du livre de Richard Grelling intitulé J'accuse ! et dans lequel il place la responsabilité de la guerre sur les épaules de l'Allemagne, en soulignant sa politique annexionniste, tout comme le fait Hermann Fernau dans son ouvrage La vérité allemande devant l'Histoire. Après des années de stagnation, il semble bien que le premier pacifisme soit mort pour faire place à un nouveau pacifisme qui s'engage dans une réflexion politique et qui à terme pourrait faire valoir ses idéaux.

### Affirmation du pacifisme allemand

#### Un pacifisme international paralysé

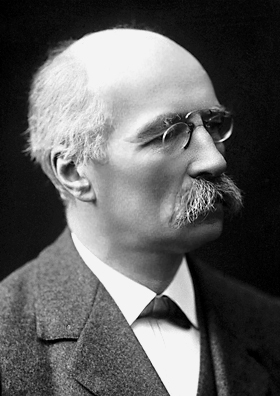
Le président du BIP, le Belge Henri La Fontaine

Sur le plan international, la situation est difficile. La Fondation Carnegie pour la paix internationale cesse de subventionner les groupes pacifistes dont les pays sont impliqués dans la guerre, ce qui ralentit les actions de ces groupes. Dans différents pays se créent des associations pacifistes radicales qui s'engagent dans une réflexion sur la politique étrangère de leur pays. Ainsi naissent en Grande-Bretagne la Union of Democratic Control, aux Pays-Bas la Nederlandsche Anti-Oorlog-Raad, en Suisse le Komitee zum Studium der Grundlagen eines dauernden Friedens ou encore aux États-Unis la League to Enforce Peace ou le Bund Neues Vaterland en Allemagne. Chaque pays réfléchit à la façon d'instaurer une paix durable, mais il n'y a pas de cohésion internationale. Le Bureau international de la paix (BIP) connaît en effet un déclin de ses fonctions. Au cours de la guerre, il ne se réunit qu'une seule fois, en janvier 1915. La question de la responsabilité allemande reste au centre des préoccupations d'une conférence à laquelle les membres de l'Entente ne participent pas. D'ailleurs, Henri La Fontaine ne convoque cette réunion qu'à contre-cœur, l'Allemagne refusant de reconnaître l'agression de la Belgique. Même si le BIP énonce des principes pour la paix, il est réduit à l'inactivité pour toute la durée de la guerre et révèle ainsi le caractère profondément divisé du pacifisme international, ce qui toutefois n'empêche pas l'Allemagne de faire valoir ses positions.
La conférence de paix organisée par les pacifistes néerlandais du 7 au 10 avril 1915 où se réunissent à La Haye tous les grands mouvements pacifistes représente un nouvel espoir. Les pacifistes néerlandais ont préparé un programme minimum pour assurer la paix qui comporte alors cinq points : pas d'annexions sans le consentement des populations concernées et sans garantie des nationalités et des droits, libéralisation du commerce avec les colonies, promotion de l'œuvre des conférences de La Haye avec la création par exemple d'une Cour internationale de Justice, réduction des armements, contrôle parlementaire des politiques étrangères. Malgré la création de l'Organisation centrale pour une paix durable pour propager le programme minimum, cette dernière ne parvient pas à s'imposer. Si la proposition du programme minimum est acceptée, l'absence de la France ne permet cependant pas au mouvement pacifiste international de prendre pleinement de l'importance. Les relations entre les deux pays restent la condition sine qua non du développement du pacifisme. Ces relations sont tendues, la France restant méfiante, à l'image de Romain Rolland, à l'égard d'un mouvement pacifiste allemand.
De leur côté, les socialistes se réunissent à la conférence de Zimmerwald en septembre 1915. Les différents délégués dénoncent la guerre dans un manifeste où l'on peut lire : « Après un an de massacre, le caractère nettement impérialiste de la guerre s'est de plus en plus affirmé ; c'est la preuve qu'elle a ses causes dans la politique impérialiste et coloniale de tous les gouvernements, qui resteront responsables du déchaînement de ce carnage ». La guerre est un produit de l'impérialisme, du chauvinisme et du militarisme. Ce manifeste appelle également à l'union des travailleurs de tous les pays dans la lutte contre la guerre : « Il faut entreprendre cette lutte pour la paix, pour la paix sans annexions ni indemnités de guerre. Mais une telle paix n'est possible qu'à condition de condamner toute pensée de violation des droits et des libertés des peuples ». Sans donner de véritables solutions, la conférence de Zimmerwald s'entend plutôt comme une réaffirmation des principes pacifistes soutenus par le mouvement socialiste qui se rassemble par la suite à Kienthal du 24 au 30 avril 1916 où le mouvement prend une tournure plus révolutionnaire.

#### Le renouveau par la politisation
Avec la création du Bund Neues Vaterland en 1914 et celle de la Zentralstelle für Völkerrecht, le pacifisme allemand tranche avec ce qu'il était avant le début du conflit. Désormais, il côtoie la sphère politique d'une part en entretenant des contacts avec celle-ci mais aussi d'autre part en participant également au débat politique lui-même, ce qui n'est pas sans conséquence pour lui, notamment au vu des différentes mesures policières prises à son encontre.

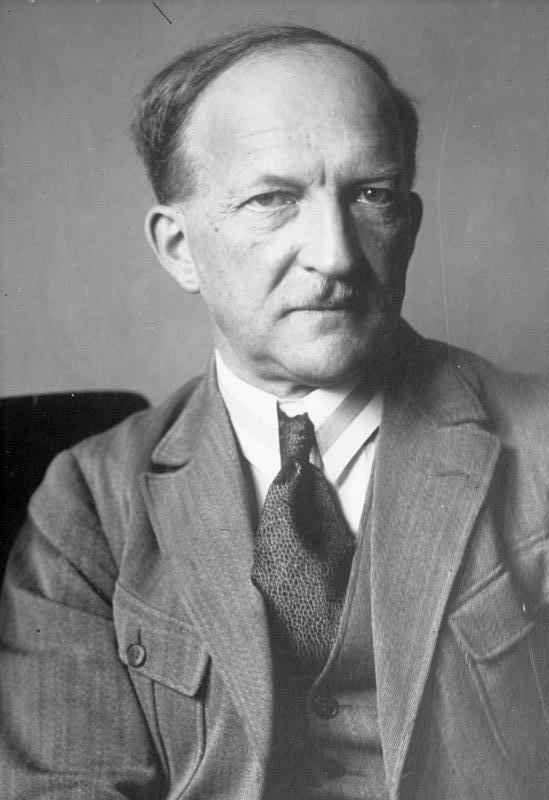
Georg Graf von Arco

Fondé en réaction aux opérations militaires et à la propagande de guerre le 16 novembre 1914, le Bund Neues Vaterland est l'initiative de Kurt von Tepper-Laski et de Georg von Arco, et est le principal mouvement pacifiste allemand. Le Bund prend ouvertement position contre la guerre et les possibles annexions, notamment à travers un mémoire écrit par Ludwig Quidde Sollen wir annektieren?. Les rivalités économiques sont pour eux l'une des raisons du déclenchement du conflit et le Bund cherche alors à conclure une paix le plus rapidement possible en nouant des contacts personnels auprès des représentants des gouvernements étrangers et des organisations internationales de paix. Dans ses statuts, il se fixe pour mission « de mener la diplomatie des États européens dans l'idée d'une compétition pacifique […] et d'aboutir à une conciliation politique et économique entre les peuples cultivés ».
Loin de vouloir être une organisation de masse, l'organisation recrute des membres éminents des sphères culturelle et politique. On compte parmi ses adhérents des membres de la DFG comme Quidde, Hans Wehberg ou Walther Schücking, des diplomates comme Lichnowsky, des socio-démocrates tels que Rudolf Breitscheid ou Kurt Eisner ou encore d'autres grands noms comme Ferdinand Tönnies. Le Bund constitue alors un cercle de travail au sein duquel il peut discuter de la paix de manière scientifique et non idéaliste comme ses prédécesseurs en mettant l'accent sur la politique étrangère et surtout sur la politique intérieure de l'Allemagne dans les structures de laquelle il voit l'impossibilité de promouvoir la paix. C'est grâce à cette « spécialisation » que le mouvement aspire à être reconnu sur la scène internationale. Alors que le premier pacifisme refusait de prendre part à l'action politique — la Deutsche Friedensgesellschaft ne s'implique d'ailleurs pas comme le fait le Bund —, ce dernier veut être un acteur à part entière. C'est ainsi qu'il noue des contacts avec le Ministère des Affaires étrangères, l'un se rendant compte de l'intérêt qu'il peut tirer de l'autre et inversement, même si les pacifistes ne sont pas toujours conscients d'une certaine manipulation. Ainsi Sophie Lorrain écrit : « Il existe donc une certaine identité d'intérêts entre les deux parties : les pacifistes échangent leurs services officieux de médiation contre l'assurance d'une certaine protection des pouvoirs civils pour pouvoir continuer leurs activités et leurs voyages à l'étranger ».
Cette politisation va cependant de pair avec un accroissement des mesures policières. De janvier jusqu'à la mi-mars 1915, le Bund publie des communiqués qui sont vite interdits par les autorités militaires, et il faut attendre septembre 1918 pour qu'ils reprennent leur publication. La surveillance policière sur le Bund et sur les autres sociétés se fait de plus en plus ressentir, jusqu'à atteindre son paroxysme en 1916. Le projet du Bund par exemple de formuler dans un livre les caractéristiques d'une paix durable pour l'Allemagne échoue. Le 7 février 1916, le haut-commandement interdit toute activité au Bund pendant la durée du conflit en raison de l'état de siège. Lilli Jannasch, en tant que dirigeante du Bund, est arrêtée le 31 mars 1916 par mesure de précaution, soupçonnée de haute trahison. Le 8 juin 1916, un groupe de remplacement est fondé sous le nom de Vereinigung Gleichgesinnter. Ce groupement abandonne un temps l'action politique pour retomber dans une conception éthique du pacifisme. Ce n'est qu'en octobre 1918 que l'interdiction prononcée envers le Bund est levée.
Les activités de la DFG sont elles aussi ralenties, ses journaux sont censurés, les réunions interdites. C'est ainsi qu'est créée après de nombreux rebondissements la Zentralstelle für Völkerrecht afin de remplacer une DFG immobilisée. L'organisation milite pour une paix de conciliation et présente une pétition au Reichstag, dans laquelle est entre autres présenté le programme minimal pour la paix défini à La Haye. Remportant de plus en plus de succès, la Zentralstelle est interdite dès janvier 1917. Le mouvement pacifiste des femmes, qui prend de l'ampleur, a quant à lui trouvé la parade en ne se constituant pas en association, évitant ainsi tout fichage qui pourrait lui nuire comme il nuit à la DFG par exemple. Le pacifisme allemand se révèle donc être un acteur politique qui peut être dérangeant.

#### Fin de la guerre
À la fin de la Première Guerre mondiale, c'est un mouvement pacifiste renouvelé qui s'impose. Il espère tenir une place au sein du monde politique et cela d'autant plus que les Quatorze points de Wilson correspondent au programme minimum défini par les pacifistes à La Haye, notamment en ce qui concerne le droit des peuples à disposer d'eux-mêmes et l'importante des minorités. Au sein du mouvement pacifiste et notamment au sein du Bund, on a discuté du renforcement de la démocratie allemande, du rôle du parlement ou de la modernisation du droit électoral. Lorsque Guillaume II s'exile aux Pays-Bas, il ne se trouve aucun pacifiste pour le soutenir. La thèse de guerre défensive qu'il avait soutenue n'était que propagande.

## La République de Weimar
Après les défaites subies par l'armée allemande au cours de l'année 1918, comme lors de la bataille d'Amiens, l'état-major se rend compte du caractère inévitable d'un armistice. Ludendorff écrit : « Nous devons amener la fin de la guerre par des voies diplomatiques » et considère même que l'armée est vaincue. Les plénipotentiaires allemands de la République de Weimar proclamée deux jours plus tôt, parmi lesquels Matthias Erzberger, qui signent l'armistice le 11 novembre 1918 à Rethondes deviennent alors l'objet d'une campagne de calomnie. Pour les responsables militaires, l'armée a été poignardée par le gouvernement socialiste, la légende du « coup de poignard dans le dos » se propage peu à peu et s'amplifie lorsque la jeune République signe le traité de Versailles le 28 juin 1919. C'est à cet arrière-plan social que le pacifisme doit se confronter.

### Situation du pacifisme
Fort du rôle social du pacifisme qui n'a cessé de s'affirmer — le fait que la plupart des mouvements aient été censurés voire interdits pendant la Première Guerre mondiale montrant que le pacifisme pouvait représenter une gêne sur le plan intérieur et donc international — certaines personnalités et certains mouvements pacifiques s'engagent en politique dans les premiers temps de la République. C'est ainsi que l'on retrouve Ludwig Quidde second vice-président du Conseil national provisoire de Bavière sur proposition du social-démocrate Kurt Eisner, puis Quidde est élu député du Parti démocrate allemand. Le mouvement allemand le plus important, le Bund Neues Vaterland, s'était peu à peu dégagé de la censure dans laquelle il était plongé et dès 1918, il s'engage aux côtés de la jeune République et on le retrouve comme soutien à la Révolution de novembre.

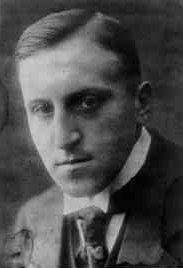
Carl von Ossietzky

La guerre a tout naturellement fait grossir les rangs des pacifistes, la population ne voulant plus jamais revivre de telles atrocités. Deux mouvances se dessinent alors au sein du mouvement pacifiste allemand. On trouve d'un côté les modérés qui sont menés par Quidde et de l'autre les radicaux emmenés par Fritz Küster. Les premiers se conforment à leur mode de fonctionnement d'avant-guerre, les seconds tentent de donner à la population le rôle qu'elle doit avoir dans le maintien et l'affirmation de la paix. Les méthodes des deux groupes ne sont pas non plus les mêmes. Tandis que les premiers aspirent à agir dans le cadre des institutions, les seconds n'hésitent pas à prôner des méthodes défendues par les socialistes comme la grève générale. Parmi cette aile radicale, on trouve un nouveau mouvement fondé entre autres par Carl von Ossietzky, Kurt Tucholsky, Émil Julius Gumbel, Georg Friedrich Nicolai ou encore Otto Lehmann-Rußbüldt : le Friedensbund der Kriegsteilnehmer. Et c'est sous l'influence de ce mouvement que se développe le mouvement « Plus jamais ça » (Nie wieder Krieg!) avec environ 30 000 membres. Jusqu'en 1921, date à partir de laquelle le mouvement s'essouffle, tous les mouvements soutiennent les manifestations « Plus jamais ça », avec comme le souligne Wolfgang Benz entre 100 000 et 200 000 participants aux manifestations.
Dans l'après-guerre le mouvement pacifiste se diversifie également. Le Bund Neues Vaterland devient la Deutsche Liga für Menschenrechte et se tourne davantage vers la politique intérieure. On voit également émerger en 1918 la Deutsche Liga für Völkerbund qui milite pour l'entrée de l'Allemagne à la Société des Nations tandis que le mouvement pacifiste féminin se réunit dans la Ligue internationale des femmes pour la paix et la liberté. Se créent également le Bund religiöser Sozialisten, le Deutscher Pazifistischer Studentenbund, le Bund entschiedener Schulreformer, etc. Au sortir de la guerre, on a affaire à un mouvement qui n'est plus aussi homogène qu'il avait pu l'être. Et cela d'autant plus que les conditions de paix mènent les mouvements à se dresser les uns contre les autres et à se déchirer. La création du Deutsches Friedenskartell le 26 janvier 1922 est une tentative de surmonter les divergences et d'unifier le message des différents groupes en un seul mais le principal point de querelle parmi les groupes pacifistes de la République de Weimar, leur position par rapport au Traité de Versailles et en particulier à la Kriegsschuldfrage, reste vif et empêche tout progrès.

### Traité de Versailles

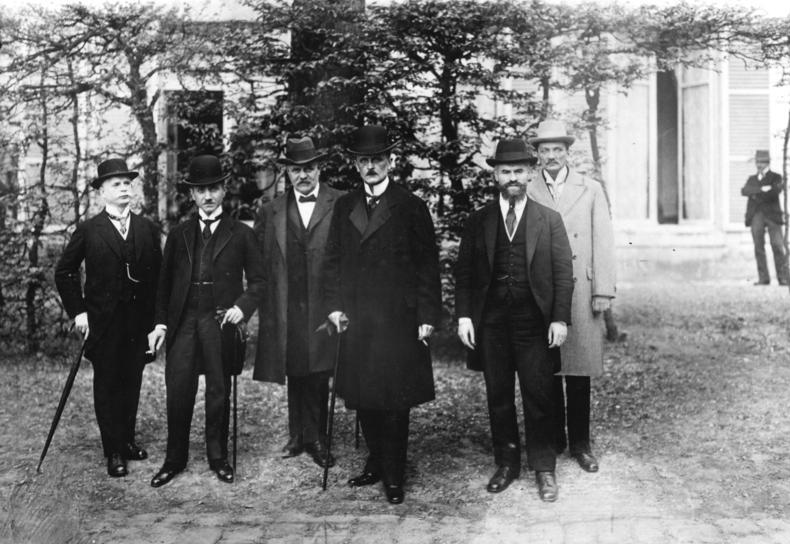
Plénipotentiaires allemands à Versailles

À la suite du traité, l'Allemagne doit renoncer à un dixième de sa population, ce qui entraîne des répercussions sur sa main-d'œuvre. La perte de plusieurs parties du territoire comme la Haute-Silésie entraîne une diminution de 75 % de sa production de minerai de fer, 30 % de celle de fonte et un quart de celle de charbon. L'article 231 rend l'Allemagne « responsables, pour les avoir causés, de toutes les pertes et de tous les dommages subis par les Gouvernements alliés et associés et leurs nationaux en conséquence de la guerre qui leur a été imposée par l'agression de l'Allemagne et de ses alliés ». L'Allemagne doit de fait payer des réparations de guerre : la Sarre est livrée à la France qui s'octroie le droit exclusif d'exploitation des mines de charbon. L'Allemagne doit également livrer des locomotives, des bateaux de commerce, 360 millions de tonnes de charbon et des wagons. On fixe le montant des réparations en 1921 à 132 milliards de marks-or. Les Alliés privent également le pays d'une partie de sa souveraineté en réduisant par exemple son armée à 100 000 hommes et en interdisant le service militaire obligatoire. Le traité ressemble davantage à une revanche qu'à un traité de paix.
Pour les pacifistes, le traité de Versailles n'est pas juste, et cela d'autant plus qu'ils sont convaincus d'avoir respecté les conditions demandées par le président américain Wilson, en particulier celle concernant le rejet du régime impérial au profit d'un régime démocratique. Après les efforts déployés, les pacifistes sont profondément déçus, et puisque le traité de Versailles ne respecte pas non plus les principes de Wilson — en particulier celui du droit des peuples à disposer d'eux-mêmes —, les pacifistes demandent sa révision. D'autres pacifistes minoritaires, à l'image de Friedrich Wilhelm Foerster et Hellmut von Gerlach, se prononcent tout autrement face au traité de Versailles (même si pour Foerster, le traité reste une humiliation). Pour eux, le traité n'est que le résultat naturel d'une politique dangereuse et il représente une opportunité de renouveau, étant donné que le désarmement ordonné empêcherait la politique militariste de renaître.
Le discours pacifiste se teinte d'une couleur nationaliste, d'autant plus que les Alliés ne semblent pas se rendre compte de la violence du traité face à un régime démocratique naissant encore en proie aux attaques violentes de ses adversaires. Cette situation se révèle très inconfortable pour le mouvement pacifiste allemand qui sert à présent de bouc-émissaire : aux yeux de l'opinion publique, il est responsable de ce que l'Allemagne doit endurer. Pour ne pas être assimilés aux nationalistes qu'ils n'ont fait que combattre depuis le début, les pacifistes acceptent le traité afin de trouver des solutions pacifiques de le réviser. Mais de fait, les pacifistes se trouvent à nouveau déchirés entre deux camps : leur pays auquel ils veulent rester fidèles et l'étranger auprès duquel ils veulent faire bonne figure. Ils doivent donc adopter deux positions : insister d'une part sur la révision pour ne pas être accusés de trahison nationale, et d'autre sur le côté pacifiste pour ne pas être rejetés de la communauté internationale. Dès lors, le principal but, la révision du traité, ne peut se faire que par l'intégration à la Société des Nations. Les Allemands doivent toutefois se confronter à la question de la culpabilité qui tient une grande place dans les discussions pacifistes.

### Kriegsschuldfrage

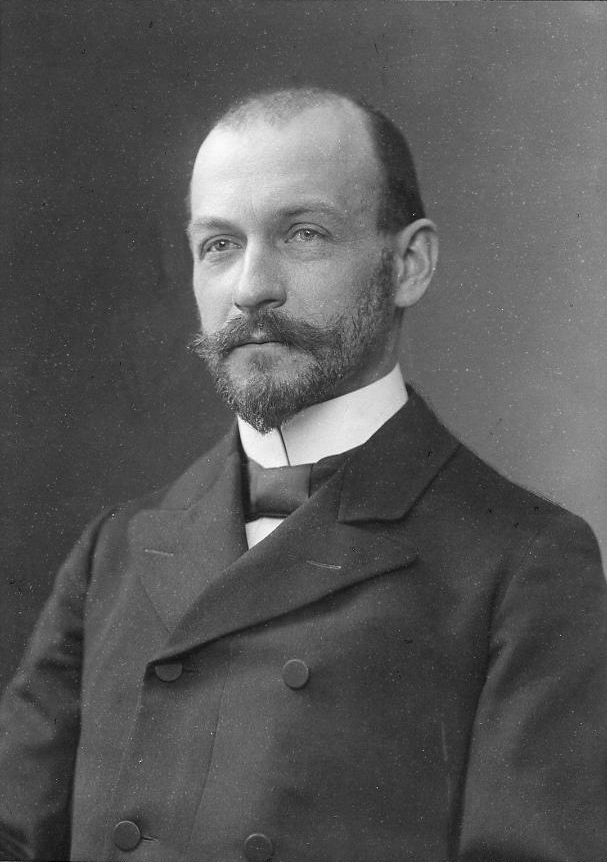
Hellmut von Gerlach

La réaction des pacifistes face à la question de la culpabilité allemande en ce qui concerne la guerre n'est pas unitaire et très vite se dessinent deux positions : les uns défendant une position modérée prônant une responsabilité partagée et les autres, une position radicale faisant de l'Allemagne la seule responsable.
Dans le camp des modérés, on retrouve Ludwig Quidde, pour qui le pacifisme devient un instrument au service des intérêts allemands. Dans sa brochure intitulée Die Schuldfrage qu'il publie en 1922, Quidde rejette une faute exclusive de l'Allemagne et ainsi le traité de Versailles. On voit que peu à peu, ces pacifistes s'enferment dans la conviction que la fin de la guerre a entraîné avec elle la fin du régime militariste et de ses structures. Cette aile modérée est progressivement en perte de vitesse par rapport aux radicaux, qui sous la direction de Küster critiquent la position modérée pour s'imposer.
Les radicaux sont persuadés que l'Allemagne ne peut retrouver sa position au sein des nations que si elle reconnaît sa faute. Si l'on veut rompre l'isolement du pacifisme allemand, il faut démontrer aux autres nations que l'une des causes de la guerre, le militarisme allemand, a disparu, et pour cela trancher radicalement avec le passé. Cela passe pour Friedrich Wilhelm Foerster par un examen de conscience et notamment un examen - une remise en cause - des structures sociales d'ancien régime qui ont porté et propagé le militarisme et qui sont le « siège de la faute » allemande. L'auto-accusation permet de regagner la confiance des autres nations, mais elle ne signifie pas non plus que les pacifistes radicaux considèrent l'Allemagne comme seule responsable de la guerre. La responsabilité doit être partagée. Cette position déchaîne les cercles nationalistes et l'on constate des relents d'antisémitisme contre certaines personnalités pacifistes d'origine juive.

### Relations internationales

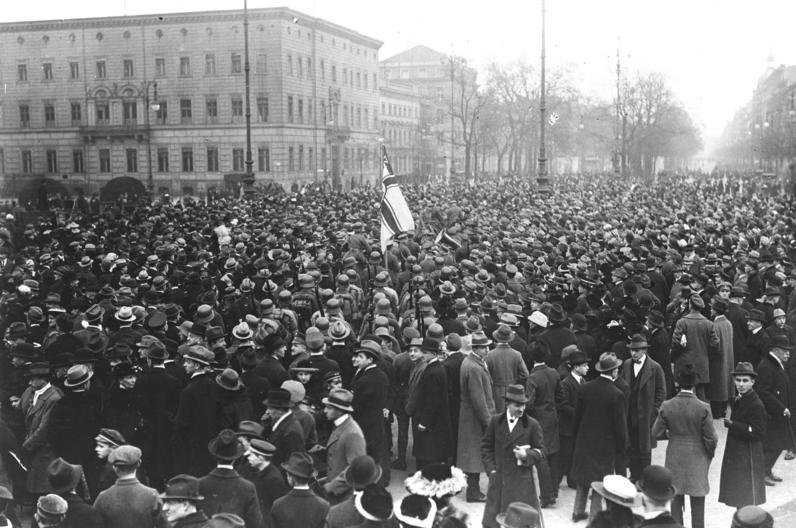
Le Putsch Kapp, témoin des montées nationalistes de droite

Les relations internationales sont avant tout les relations entre la France et l'Allemagne. Ce sont les tensions entre les deux anciens principaux belligérants qui font se paralyser les relations européennes. La question de la culpabilité allemande empoisonne les relations qui ne peuvent se développer que si l'on met cet aspect de côté. Le pacifisme allemand est isolé sur la scène internationale mais aussi sur la scène allemande où il est vilipendé par les nationalistes. Les pacifistes français restent dans leurs retranchements, voulant une remise en cause totale des structures intérieures allemandes. Mais cette attitude pousse les pacifistes allemands dans une situation très peu confortable. Ils font en effet partie des peu de soutiens donc dispose la République qui est attaquée de toute part par les nationalistes pour qui elle incarne la défaite. Émil Julius Gumbel peut servir d'exemple pour illustrer la situation des pacifistes. En 1922, il publie Vier Jahre politischer Mord, livre dans lequel il dénonce les meurtres politiques perpétrés depuis la création de la République. D'autres événements, comme le Putsch de Kapp en 1920 ou l'attentat manqué contre le pacifiste Hellmut von Gerlach la même année, décident les pacifistes français à adoucir leur position afin de venir en aide à leurs collègues allemands. Harry Kessler, von Gerlach ou encore Lehmann-Rußbüldt deviennent des interlocuteurs privilégiés et se rendent en France en 1922.

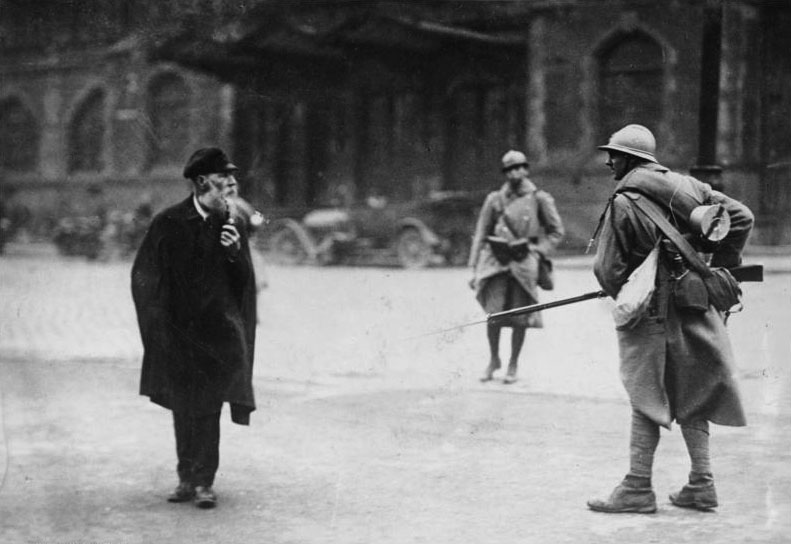
Soldats français dans la Ruhr

Les bases d'un dialogue franco-allemand sont jetées et les deux camps signent un manifeste définissant des objectifs politiques et culturels communs An die Demokratien Frankreichs und Deutschlands. Mais très vite la situation s'assombrit. Depuis mars 1921, la Ruhr est occupée par la France et la Belgique. Suivant les clauses du Traité de Versailles, l'Allemagne perd une partie de sa souveraineté. Cette situation est problématique pour les pacifistes allemands qui n'acceptent pas la situation et qui voient la population s'enflammer contre la France sans pouvoir y faire quelque chose. Encore une fois, l'équilibre de la situation est mis en danger et les deux camps pacifistes s'affrontent, les modérés voulant résister et les radicaux collaborer.
Les radicaux étant la mouvance la plus large et le gouvernement refusant d'appliquer leur politique de négociation, une grande partie du mouvement pacifiste se détourne du gouvernement. Dans le même temps, les mouvements pacifistes obtiennent un regain d'influence et militent alors pour l'entrée de l'Allemagne à la Société des Nations. Même si les pacifistes allemands restent très critiques face à l'attitude militariste de la France, ils se rapprochent des pacifistes français qui s'engagent à leurs côtés. La réconciliation franco-allemande est en marche.

### Entrée à la Société des Nations

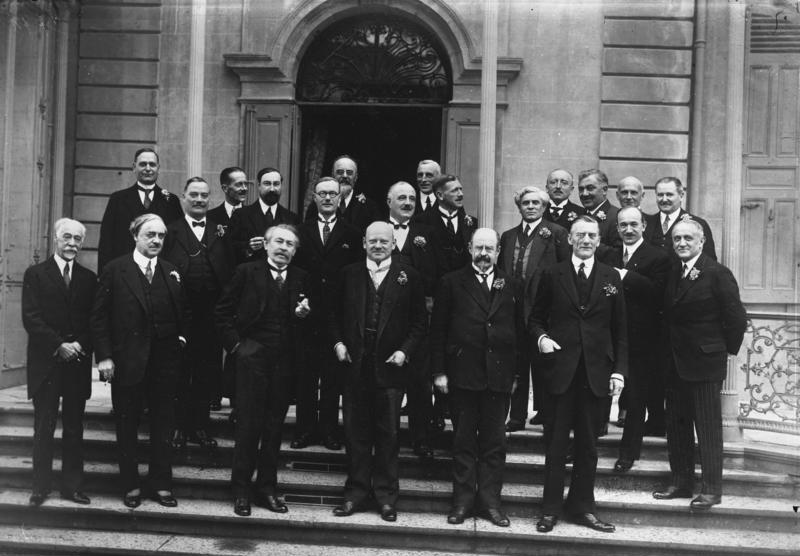
Entrée de l'Allemagne à la Société des Nations

Exclue du concert des nations, l'Allemagne veut retrouver sa place et le mouvement pacifiste allemand plaide en ce sens. En collaborant avec la France, les pacifistes radicaux ambitionnent une révision du traité de Versailles et ainsi la possibilité d'entrée à la Société des Nations, ce que le gouvernement ne veut pas, voyant dans la Société des Nations un moyen dont dispose les Alliés pour humilier l'Allemagne. En 1918, Erzberger avait fondé la Deutsche Liga für Völkerbund. La ligue se donne pour but d'influencer le gouvernement afin que ce dernier travaille pour l'entrée de l'Allemagne à la SdN. D'ailleurs ce dernier y voyant un outil pour la révision du Traité de Versailles la subventionne largement.
Petit à petit, l'entrée à la SdN devient un objectif pour réviser le traité de Versailles. Le monde politique se gagne progressivement à cette idée et ce ne sont pas les radicaux qui sont les instigateurs de ce progrès mais les modérés. Ces derniers essaient de gagner les institutions. Alors qu'ils avaient été dépassés par les radicaux pendant et surtout après la Première Guerre mondiale, les modérés regagnent en importance. Grâce à eux, et en particulier à Walther Schücking, des politiques comme le député Paul Löbe militent pour l'entrée à la SdN. Une résolution est déposée en 1922 en ce sens. Le chancelier Wilhelm Marx envoie Harry Kessler sonder les autres pays à Genève. On voit que le gouvernement n'ose pas agir directement pour ne pas se trahir auprès de la population et des cercles nationalistes. Il sert donc du pacifisme et le 10 septembre 1926, l'Allemagne siège à Genève. Le pacifisme modéré en sort renforcé. Mais malgré ce succès, le mouvement pacifiste reste à l'écart des décisions politiques. Même Gustav Stresemann qui se fait l'artisan avec Aristide Briand du rapprochement franco-allemand n'intègre pas les pacifistes à sa politique alors que c'est en partie au pacifisme que l'on doit la réussite qui a mené aux Accords de Locarno en 1925.

## Le national-socialisme
Dans les années qui suivent, le pacifisme allemand reste dans son indécision, les différentes branches s'affrontant dans leur conception de l'action pacifiste. De plus, leur situation au sein de la République ne s'améliore pas. Comme l'écrit Wolgang Benz, toute dénonciation ou tout texte non patriotique mène vite son auteur devant les tribunaux. Le livre pacifiste d'Erich Maria Remarque, À l'Ouest, rien de nouveau, provoque un tollé chez les nationalistes. Joseph Goebbels organise des manifestations contre le livre et l'adaptation cinématographique qui mènent à l'interdiction du film.

### Jusqu'en 1933

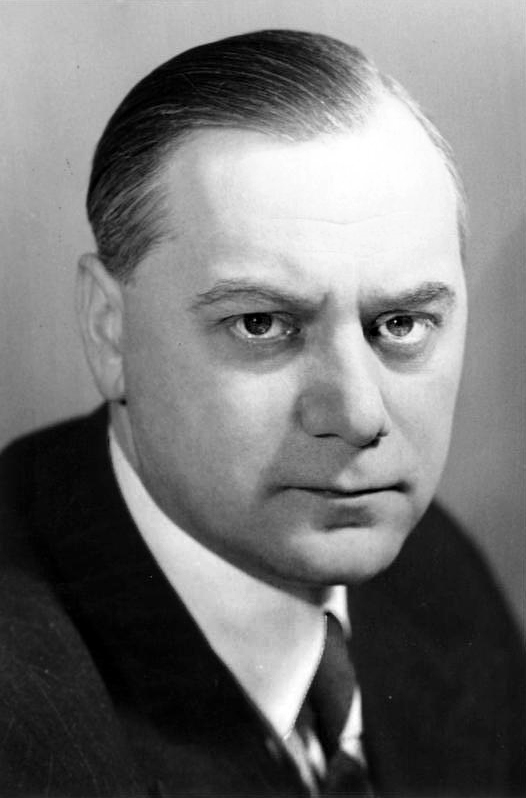
Alfred Rosenberg

Pour les nationaux-socialistes, le mouvement pacifiste est lié au judaïsme international. Le Vaterländische Kampfbund, fondé par les ligues nationalistes, et la SA déclarent en 1923 le pacifisme ennemi majeur, tout comme le marxisme et le judaïsme. Alfred Rosenberg, rédacteur du Völkischer Beobachter depuis 1921, est le principal représentant de ce courant de pensée. Pour lui, Albert Einstein, Erich Fried, Friedrich Wilhelm Foerster, Hellmut von Gerlach, George Grosz, Georg Moenius et Kurt Tucholsky sont ceux qui incarnent le plus ce « pacifisme juif ». Il dénigre ces pacifistes comme des « fanatiques de la moralité », des représentants du mensonge en ce qui concerne la culpabilité de guerre et comme des « souilleurs du peuple allemand couronnés de succès » et les menace dans ses articles. Rosenberg critique également les rapprochements entre églises, pacifistes chrétiens et Société des Nations, comme lors de la troisième conférence de Bodensee des hommes politiques catholiques en 1923 ou les congrès œcuméniques de Stockholm en 1927 et de Prague en 1928. Ces rapprochements sont pour lui une trahison des intérêts et de la conscience allemande. Dans le premier volume de Mein Kampf, Adolf Hitler considère le pacifisme comme de « l’humanitarisme, pas toujours très sincère », contre nature et criminel puisqu'il suppose une humanité entière et non une division naturelle en races supérieures et inférieures. Pour lui, l'humanité « n’est que l’expression d’un mélange de stupidité, de lâcheté et de pédantisme suffisant ». 
Jusqu'en 1929, les organisations pacifistes prennent peu au sérieux le NSDAP. Seuls quelques membres de la Deutsche Friedensgesellschaft comme Erich Zeigner mettent en garde contre la montée des nationaux-socialistes. Cependant, après les élections au Reichstag du 14 septembre 1930, lors desquelles le NSDAP devient le deuxième parti le plus important du pays, Fritz Küster appelle, en tant que dirigeant de la DFG, au combat de tous les pacifistes et de toutes leurs organisations contre « l'esprit de revanchisme, le fascisme et la guerre », ainsi qu'à la « démystification à propos du vrai visage de l'hitlérisme ». Pour la Deutsche Friedensgesellschaft, c'est la division entre le SPD et le KPD qui est responsable du succès électoral des nationaux-socialistes et elle met désormais en avant leurs projets d'armement, de guerre et de dictature. Küster organise des contre-manifestations aux rassemblements du NSDAP, même dans l'Est de l'Allemagne, et parvient en partie avec succès à contrer des actions menées par la SA contre les rencontres de pacifistes.
À partir de 1931, la DFG et le Friedensbund Deutscher Katholiken envisagent un futur travail illégal. La DFG encourage une grève générale, des sabotages et un boycott commercial international en cas d'arrivée au pouvoir du NSDAP, mais encourage également un front de combat rassemblant tous les partis et note les différentes entraves pour cela : l'attitude d'obéissance vis-à-vis de l'Union soviétique, le dogme social-fasciste et les oppositions du KPD face au traité de Versailles qui sont loin d'être ancrées dans la réalité, la collaboration du SPD avec les forces bourgeoises qui soutiennent Hitler et la disposition de ces dernières à participer au gouvernement. Ossietzky voit cependant en Hitler un instrument des intérêts capitalistes et partage l'hypothèse qui règne au sein du camp des démocrates selon laquelle son arrivée au pouvoir affaiblirait le NSDAP et ne serait donc que provisoire. Au contraire, Ernst Toller et Walter Dirks sont persuadés du danger imminent d'une dictature et d'une guerre d'Hitler contre la Pologne et la Russie ; il ne pourrait alors plus être déchu que par une action militaire venant de l'extérieur. En 1932, on peut lire dans la revue de la Deutsche Friedensgesellschaft Das Andere Deutschland : « Ce fascisme n'est pas seulement la mort de la démocratie mais également le déclencheur fanatique de la nouvelle guerre mondiale. Quiconque sous-estime son danger, quiconque même s'avilit à être le receleur de la menace mondiale national-socialiste prend sa part de culpabilité dans la nouvelle guerre mondiale ».

### Arrivée d'Hitler au pouvoir
Après l'arrivée d'Hitler à la chancellerie le 30 janvier 1933, la Deutsche Friedensgesellschaft appelle dans sa revue à la création d'un front unitaire de tous les anti-fascistes. En février 1933, des membres collent des affiches illégales dans ce but. Le 10 février, Heinrich Ströbel écrit dans le dernier numéro de la revue Das Andere Deutschland : « Nous devons avant toute chose nous assurer que les causes profondes de tout le malheur de notre temps soient découvertes et éliminées. Les causes profondes résidaient cependant dans cet esprit de violence qui a déchaîné la guerre. Dans le respect qui fait frémir de l'idole du nationalisme. Dans le manque d'attention impardonnable avec lequel on a accepté et relayé le concept de "patriotisme" au lieu d'analyser et d'expliquer : celui qui aime sa patrie et sert ses concitoyens est celui qui ne se laisse jamais monter contre d'autres pays et d'autres hommes mais qui aide à abattre toutes les barrières économiques, politiques et intellectuelles pour que l'empire de la raison, de la justice et du bien soit enfin construit ! ».
Le 20 février, certains membres dirigeants de la DFG se réunissent à Berlin afin de décider s'ils doivent continuer à combattre ou sauver leur vie en partant en exil. Gerlach, Küster et Ossietzky veulent attendre les élections au Reichstag du 5 mars, Otto Lehmann-Rußbüldt au contraire prône l'exil. Après l'incendie du Reichstag, le 28 février 1933, le régime national-socialiste interdit le parti communiste, mais également la Deutsche Friedensgesellschaft et le Christlich-Soziale Reichspartei qui en est proche. Le 3 mars, la revue Das Andere Deutschland est interdite et le 5 mars c'est le bureau de la DFG qui est fermé, les dossiers s'y trouvant confisqués et les dirigeants arrêtés et internés en camp de concentration : Küster, Ossietzky, Gerhart Seger, Kurt Hiller et Paul Freiherr von Schoenaich. Harry Kessler, Otto Lehmann-Rußbüldt, Ludwig Quidde, Helene Stöcker et Anna Siemsen quant à eux s'exilent.
Le Friedensbund deutscher Katholiken est épargné dans un premier temps, étant donné que le NSDAP est encore dépendant du soutien du Zentrum catholique et qu'il ne veut pas compromettre ses négociations en ce qui concerne le concordat. Le 1er juillet, le Friedensbund, qui avait très fortement critiqué le soutien du Zentrum à la Loi des pleins pouvoirs, est interdit avec d'autres ligues catholiques. Ses membres, parmi lesquels Friedrich Dessauer, Walter Dirks, Josef Knecht, P. Lenz, F. Müller et Franziskus Maria Stratmann, sont arrêtés. Lenz et Müller parviennent à fuir à l'étranger, d'autres comme Bernhard Lichtenberg meurent des mauvais traitements en prison ou sont, comme Richard Kuenzer, exécutés en tant que résistants. Malgré les requêtes insistantes de membres d'associations pacifistes, les évêques catholiques allemands ne soutiennent pas les pacifistes catholiques.

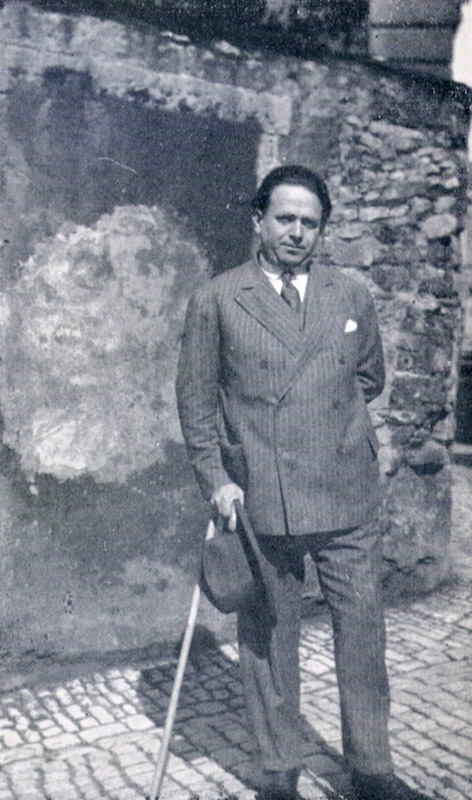
Kurt Tucholsky

Lors de l'autodafé du 10 mai 1933, ce sont avant tout des œuvres des pacifistes de Weimar que l'on brûle. Joseph Goebbels les raille en tant que « rebut et saleté de littérateurs juifs décadents (qui) piétinent la vaillance et l'honneur du peuple allemand ». Le livre Die Waffen nieder de Bertha von Suttner est brûlé, les œuvres de Quidde sont brûlées à Mannheim le 19 mai 1933, comme celles de Foerster à qui on retire la citoyenneté allemande, celles de Gumbel ou celle de von Ossietzky.
En 1940, le Meyers Lexikon écrit à l'entrée pacifisme : « (Il) mène en particulier à la suite de la collaboration internationale facilement à la haute trahison ; les adeptes du pacifisme en Allemagne (pacifistes) étaient pour la plupart des traîtres à leur pays ». Le 23 août 1933, le régime nazi retire leur nationalité, outre aux membres du KPD et du SPD émigrés, aux personnes dirigeantes du mouvement pacifiste allemand telles que Gerlach, Tucholsky, Émil Julius Gumbel, Berthold Jacob, Lehman-Rußbüldt, puis plus tard Foerster, Hiller, Quidde. La femme et la fille de Gerhart Seger, qui était parvenu à prendre la fuite vers Prague en 1934, sont arrêtées par mesure de précaution. Les protestations intensives du Royaume-Uni poussent par la suite les autorités allemandes à les libérer. La Gestapo enlève le pacifiste Berthold Jacob le 9 mars 1935 en Suisse afin d'éviter qu'il ne dévoile l'armement allemand tenu secret en marge du service militaire nouvellement introduit. Après une demande d'extradition, il est libéré, mais à nouveau enlevé en 1941 au Portugal pour être interné dans la prison de la Gestapo de l'Alexanderplatz à Berlin. 
En 1935, des pacifistes émigrés et déchus de leur nationalité protestent contre le service militaire. Le mouvement des exilés allemands parvient en 1936 à ce qu'Ossietzky, emprisonné depuis des années, obtienne le prix Nobel de la paix pour 1935. C'est ainsi que le monde entier a connaissance de la terreur que pratique le régime nazi vis-à-vis de ceux qui pensent autrement. Après le début de la campagne de Pologne, Fritz von Unruh appelle le 4 septembre 1939, au nom de tous les pacifistes emprisonnés ou exilés, à l'aide de tracts jetés par des aviateurs français au-dessus de la Pologne, à la désobéissance de tous les soldats allemands et au soulèvement contre le régime nazi. En Allemagne, ce sont avant tout les membres du SPD et du KPD qui essaient d'agir contre la guerre dans la clandestinité. Il faut attendre la fin de la guerre pour voir renaître le mouvement.

## Historiographie du pacifisme allemand
Ce sont avant tout les pacifistes eux-mêmes qui ont écrit l'histoire de leur mouvement. L'un des premiers à écrire est Eduard Löwenthal qui écrit une histoire du mouvement en 1907 Geschichte der Friedensbewegung : Mit Berücksichtigung der zweiten Haager Friedenskonferenz. Mais c'est à Alfred Hermann Fried que l'on doit la première somme sur le mouvement. Il publie son Handbuch der Friedensbewegung en deux volumes en 1911 et 1913. Il y définit l'histoire du mouvement mais surtout sa doctrine, en développant notamment ses idées sur l'Europe. On doit à Hans Wehberg un livre sur le mouvement pacifiste internationale Die internationale Friedensbewegung en 1911 mais aussi Die Führer der deutschen Friedensbewegung en 1923 où il présente les chefs du mouvement pacifiste allemand. Mais on trouve aussi des ouvrages tels que Völkerbund und Friedensbewegung publié en 1924 par Ludwig Quidde ou Die Friedensbewegung. Ein Handbuch der Weltfriedensströmungen der Gegenwart publié à Berlin en 1922 par Kurt Lenz et Walter Fabian.
Il faut attendre le début des années 1970 pour que se développe officiellement sous l'impulsion du président allemand Gustav Heinemann une branche spécifique de la recherche consacrée à la paix en Allemagne. Le 28 octobre 1970 est fondée la Deutsche Gesellschaft für Friedens- und Konfliktforschung. Son but est de rechercher sur les aspects et les causes de la guerre et est pour cela financée publiquement. La société est dissoute en 1983 après avoir arrêté ses travaux faute d'argent.
Sous l'impulsion de Karl Holl, un groupe d'étude de 21 membres - le Arbeitskreises Historische Friedensforschung - se réunit à partir de 1977 dans différentes villes telles que Cologne, Hambourg et Brême avec pour objectif de mener des recherches sur l'histoire du pacifisme et du mouvement non-violent et d'être un véritable forum permettant d'échanger dans les domaines reliés au pacifisme. En 1981 paraît Pazifismus in der Weimarer Republik puis deux ans plus tard le Hermes Handlexikon zur Friedensbewegung, ouvrages qui permettent de faire connaître le cercle de travail. C'est en 1984 qu'est signé l'acte officiel de fondation. Des publications comme le Jahrbuch für historische Friedensforschung reprennent les thèmes débattus lors des congrès organisés par le cercle.
Karl Holl peut être considéré comme le fondateur de cette discipline en Allemagne dans le sens où il a été l'un des premiers à se dédier entièrement au thème, on lui doit de très nombreux ouvrages de référence sur le pacifisme allemand et international. Il a été surnommé le « Nestor de la recherche historique allemande sur le pacifisme ».

### Pacifisme en général
- Jacques Bariéty, Antoine Fleury, Mouvements et initiatives de paix dans la politique internationale 1867-1928, Berne, Peter Lang, 1987.
- (en) Sandi E. Cooper, Patriotic pacifism : waging war on war in Europe, 1815-1914, Oxford University Press US, 1991.
- Verdiana Grossi, Le Pacifisme européen, 1889-1914, Bruxelles, Bruylant, 1994.
- Verdiana Grossi, « Une paix difficile : le mouvement pacifiste international pendant l'entre-deux-guerres », Relations internationales, 1988, 53, p. 23-35.
- Karl Holl, « Les pacifistes allemands des années 20 et 30 : l’expérience de l’internationalisme démocrate, l’expérience de l’exil », in Vaïsse, M., (dir.), Le pacifisme en Europe des années 1920 aux années 1950, Bruylant, Bruxelles, 1993.
- Albert Einstein, Comment je vois le monde, Paris, Flammarion, Champs sciences, 1979.

### Pacifisme allemand
- (de) Wolfgang Benz, Pazifismus in Deutschland, Dokumente zur Friedensbewegung 1890-1939, Frankfurt am Main, Fischer, 1988.
- (de) Helmut Donat, Karl Holl, Die Friedensbewegung in Deutschland, Österreich und in der Schweiz, Düsseldorf, EconTaschenbuch, 1987.
- (de) Karl Holl, Pazifismus in Deutschland, Frankfurt am Main, 1988.
- (de) Karl Holl et Wolfram Wette, Pazifismus in der Weimarer Republik, Schöningh, Paderborn, 1981.
- Sophie Lorrain, Des pacifistes français et allemands pionniers de l'entente franco-allemande 1870-1925, Paris, L'Harmattan, 1999.
- (de) Ludwig Quidde, Karl Holl, Helmut Donat (Éd.), Der deutsche Pazifismus während des Weltkrieges 1914-1918, Boldt, 1979.
- (de) Dieter Riesenberger, Geschichte der Fridensbewegung in Deutschland. Von den Anfängen bis 1933, Göttingen, Vandenhoeck & Ruprecht, 1985.
- (de) Friedrich-Karl Scheer, Die Deutsche Friedensgesellschaft (1892-1933) : Organisation, Ideologie, politische Ziele : ein Beitrag zur Geschichte des Pazifismus in Deutschland, Haag und Herchen, 1983.